# Martos (Szlovákia)
Martos (szlovákul: Martovce) község Szlovákiában, a Nyitrai kerület Komáromi járásában. Martos sokáig környezetétől elzárt település volt, így viszonylag sokáig fennmaradhattak a népi kultúra elemei.

## Fekvése
Martos a történelmi Komárom vármegye területén, a Kisalföldön, Ógyallától 4 km-re nyugatra, Komáromtól 17 km-re északra fekszik, a Nyitra és a Zsitva folyók által közrefogott lapos, vizenyős területen. A falu központjában található a mintegy 1-1 hektárnyi területű Horváth- és Héder-tó.. A tájat a nyárfaligetek, folyóparti füzesek, csalitok és vadvirágos rétek teszik változatossá. Közigazgatási területe 19,96 km².
Közigazgatásilag délről Komárom, nyugatról Vágfüzes, északról Ímely, keletről és délkeletről pedig Ógyalla határolja. Itt folyik a Zsitva az Öreg-Nyitrába, maga a falu a két folyó közötti, töltésekkel védett területen található. Az Öreg-Nyitrától nyugatra elterülő, egykor mocsaras területeket ma csatornák hálózzák be, csupán a Gémes mocsaras területe maradt fenn természetes állapotában. A falu külterületei az Öreg-Nyitra jobb partján fekvő Kisnyitrahát és a falutól 2 km-re északra, a Nyitra balpartján elterülő, mára lakatlanná vált Gyótva (Detvice).
Martost Agyagoson és Kaván keresztül 17 km-es mellékút köti össze Komárommal, valamint Vékpusztán keresztül 5 km-es út vezet Ógyallára. Egy 2,5 km hosszú bekötőút az Ímely-Ógyalla mellékút felé teremt összeköttetést.

## Élővilága

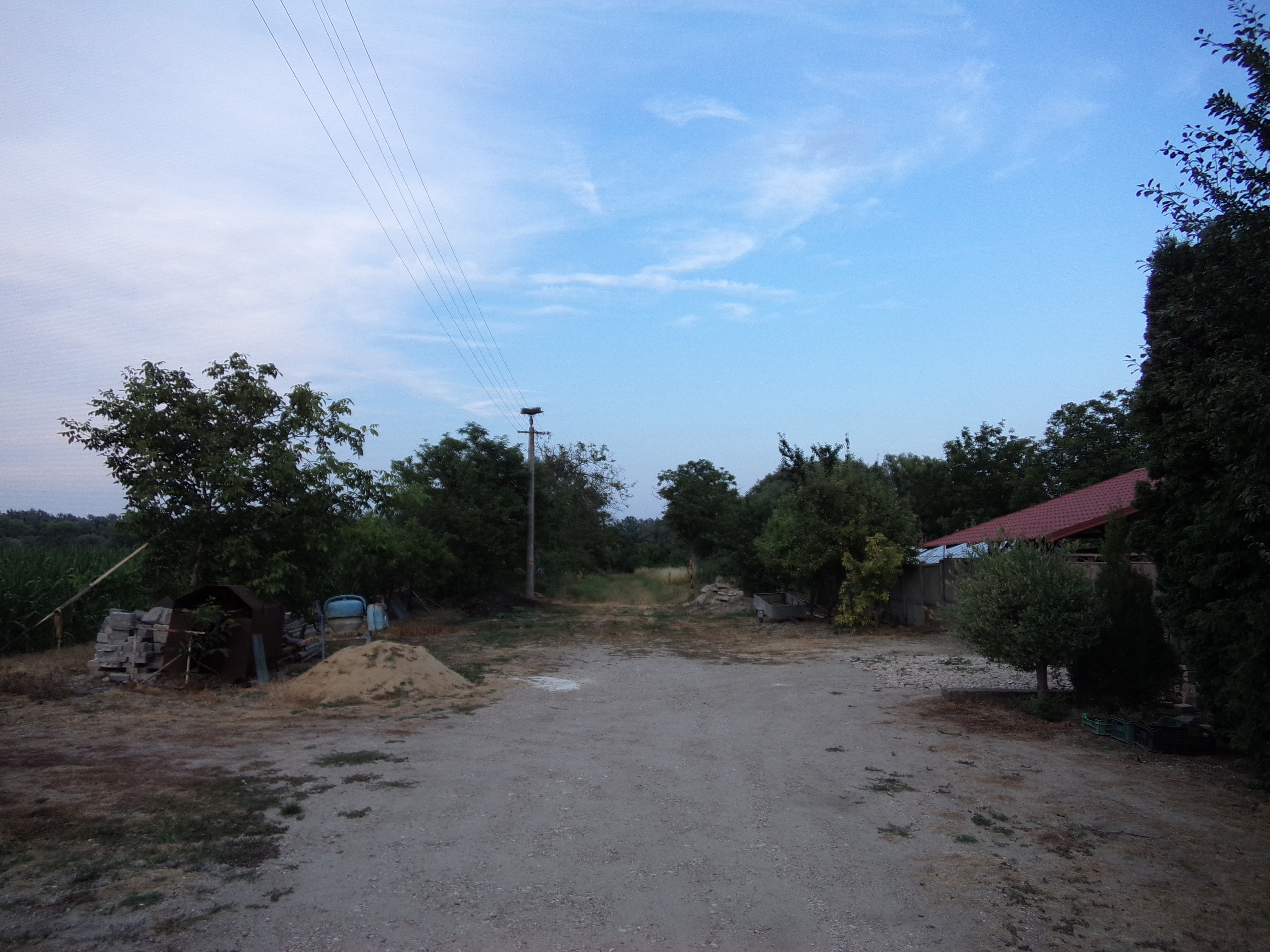
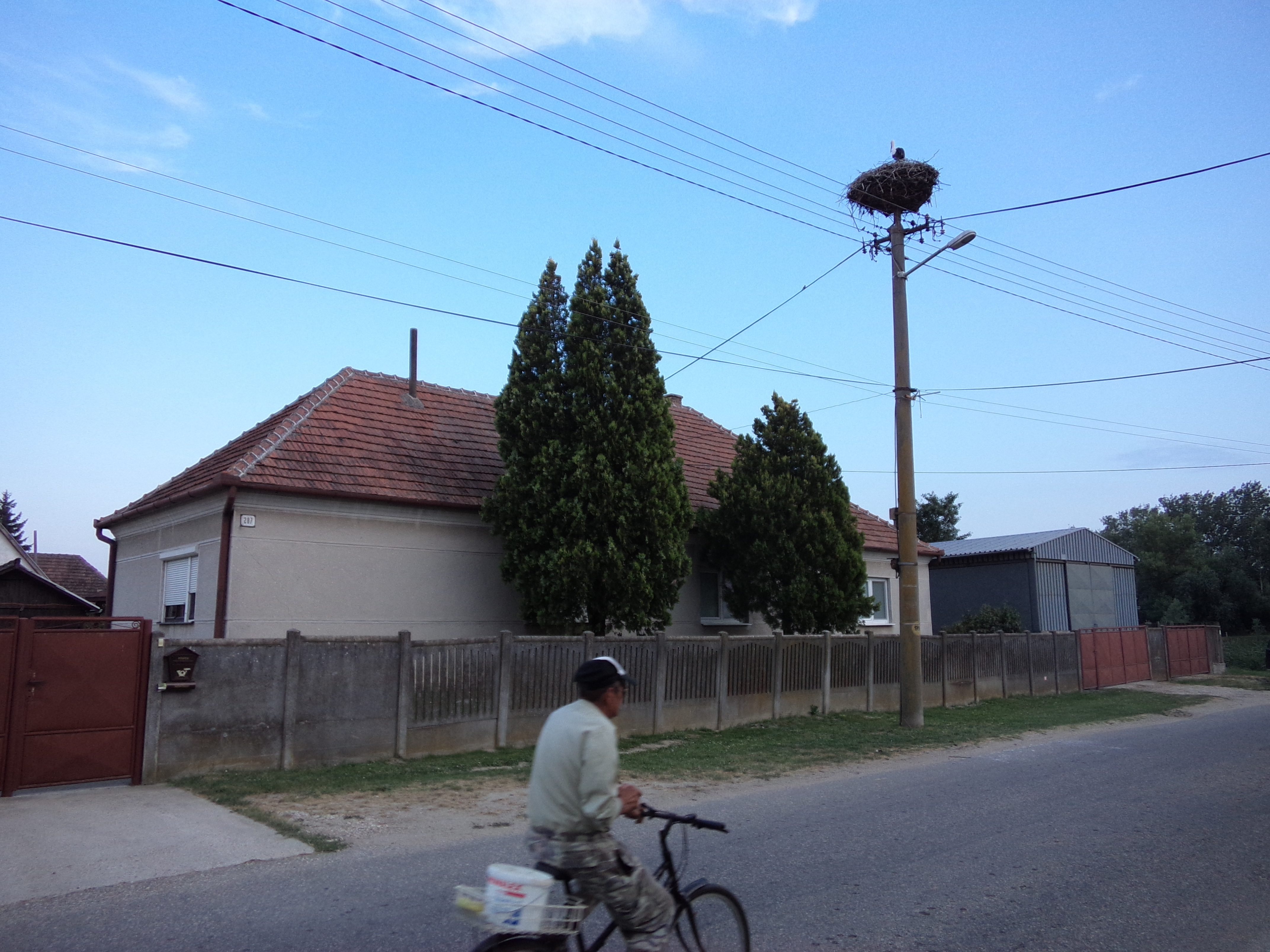
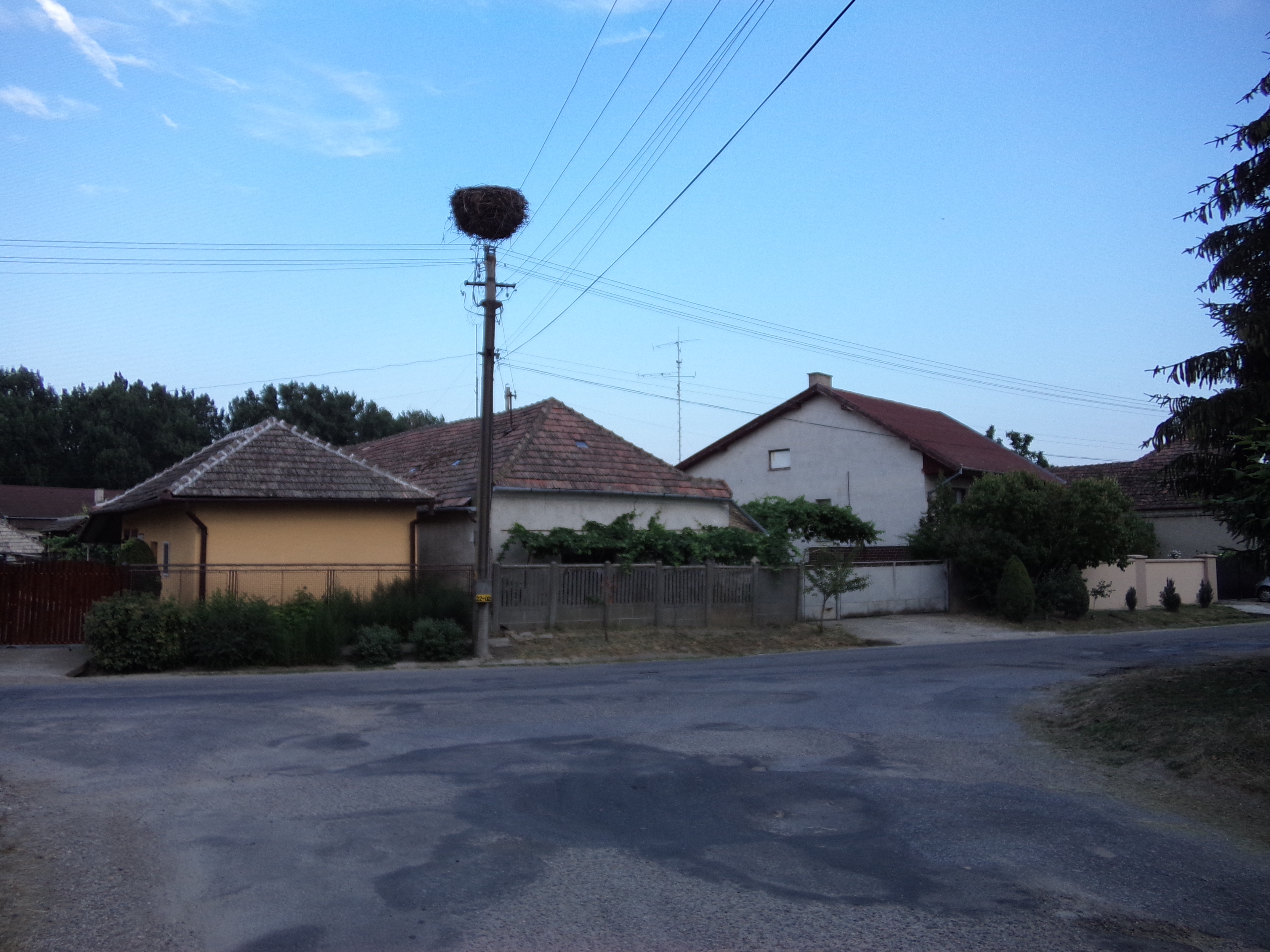
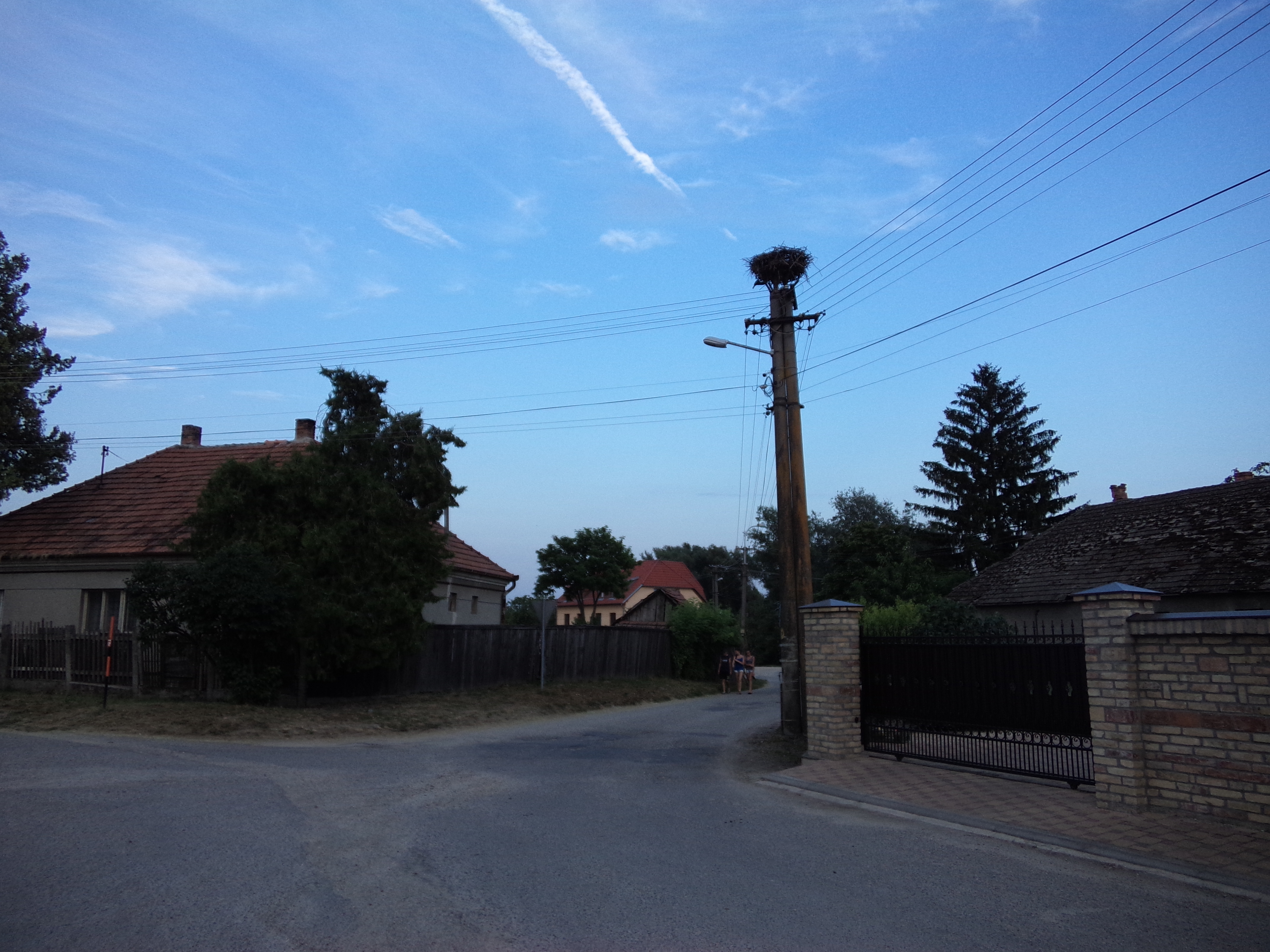
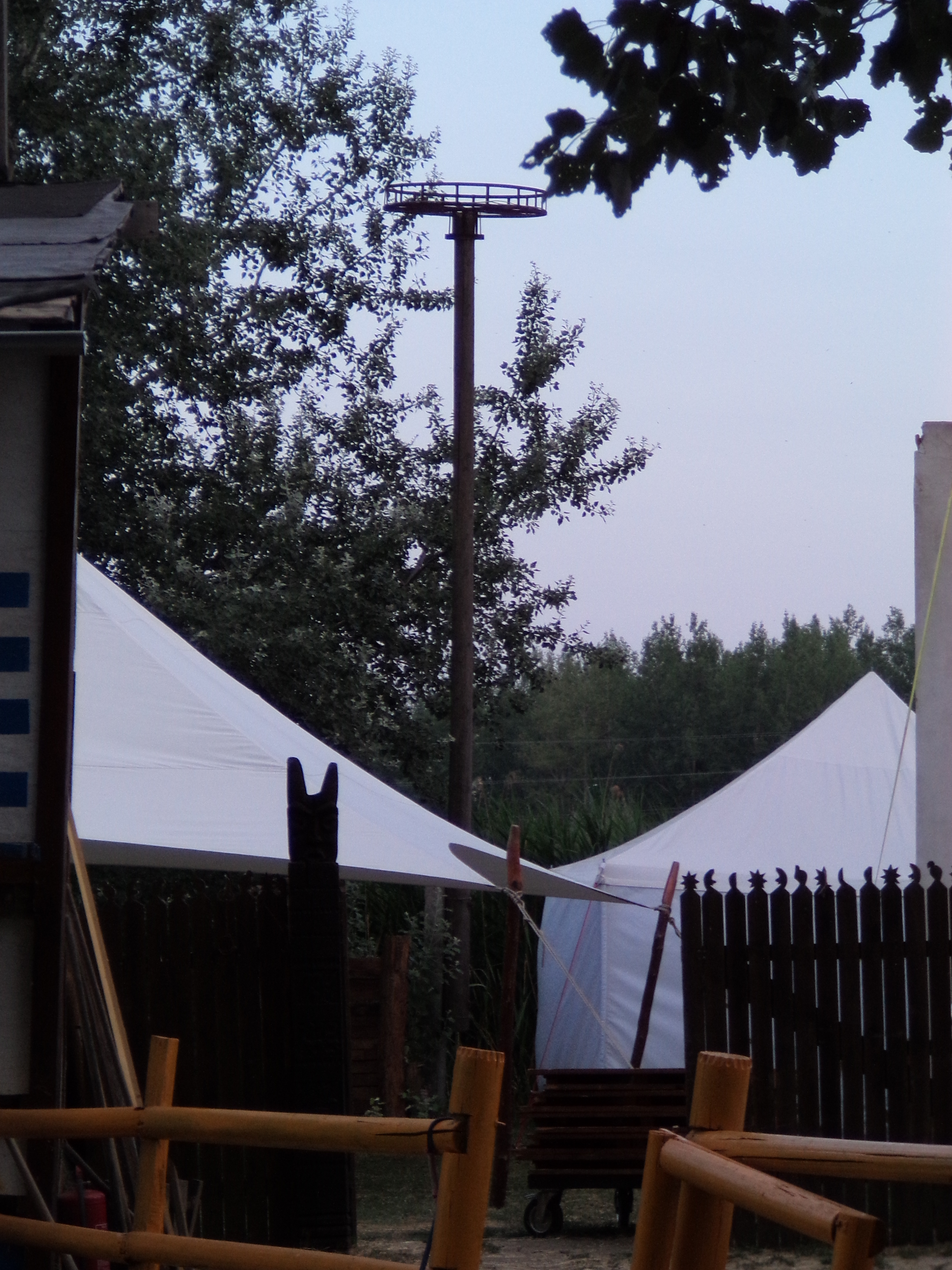

Martoson 4 gólyafészket tartanak nyilván. Az egyikben 2011-ben még 3 fiókát számoltak össze, a következő években azonban nem fészkeltek, vagy el sem foglalták a fészket. A második fészekben 2011-ben 4, 2012-ben 3, 2013-ban és 2014-ben 4-4, 2015-ben 1 fiókát számoltak meg. A harmadikban 2011-ben 3 fióka volt, 2012-ben nem foglalták el, 2013-ban 5, 2014-ben 4, 2015-ben pedig 1 fiókát tartanak számon. A negyedikben 2011-ben nem fészkeltek, 2012-ben 2, 2013-ban 4 fiókáról van információ, 2014-ben nem fészkeltek és 2015-ben el sem foglalták azt.

## Népessége
| Év:            | 1994. | 2004.   | 2014.   | 2024.   |
| -------------- | ----- | ------- | ------- | ------- |
| Emberek száma: | 806   | 758     | 694     | 692     |
| Eltérés:       |       | -5,95 % | -8,44 % | -0,28 % |

| Év:            | 2023. | 2024.   |
| -------------- | ----- | ------- |
| Emberek száma: | 693   | 692     |
| Eltérés:       |       | -0,14 % |

1991-ben 801 lakosának 95%-a magyar, 5%-a szlovák nemzetiségű. A lakosság 24,7%-a katolikus, 63,4%-a református. 320 házából 256 volt lakott.
2001-ben 766 lakosának 90,6%-a magyar (694 fő), 8,2%-a szlovák nemzetiségű volt (63 fő). 1-1 lakos vallotta magát németnek és csehnek. A lakosság 28,3%-a katolikus, 63,7%-a református. 324 házából 253 lakott ekkor. Ugyanebben az évben 261 foglalkoztatott és 98 munkanélküli élt a faluban.
2006-ban 733 lakosából 94 volt gyermek-, 177 pedig nyugdíjaskorú.
2011-ben 694 lakosából 610 magyar és 76 szlovák volt.
2021-ben 694 lakosából 571 (+20) magyar, 90 (+18) szlovák, 7 cigány, 3 egyéb és 23 ismeretlen nemzetiségű volt.
Martos lakosainak többsége hagyományosan református vallású, önálló egyházközségéhez tartozik az ímelyi filia is. Római katolikus lakossága az ímelyi plébánia filiáját alkotja.
| Év   | Lakosság |
| ---- | -------- |
| 1869 | 910      |
| 1880 | 913      |
| 1890 | 1021     |
| 1900 | 1155     |
| 1910 | 1288     |

| Év   | Lakosság |
| ---- | -------- |
| 1921 | 1261     |
| 1930 | 1369     |
| 1941 | 1357     |
| 1950 | 969      |
| 1961 | 1070     |

| Év   | Lakosság |
| ---- | -------- |
| 1970 | 983      |
| 1980 | 929      |
| 1991 | 801      |
| 2001 | 766      |
| 2006 | 733      |

| Év   | Lakosság |
| ---- | -------- |
| 2011 | 694      |

Az 1968 előtti adatok tartalmazzák Agyagos és Kingyes lakosságát is

## Oktatás, kultúra

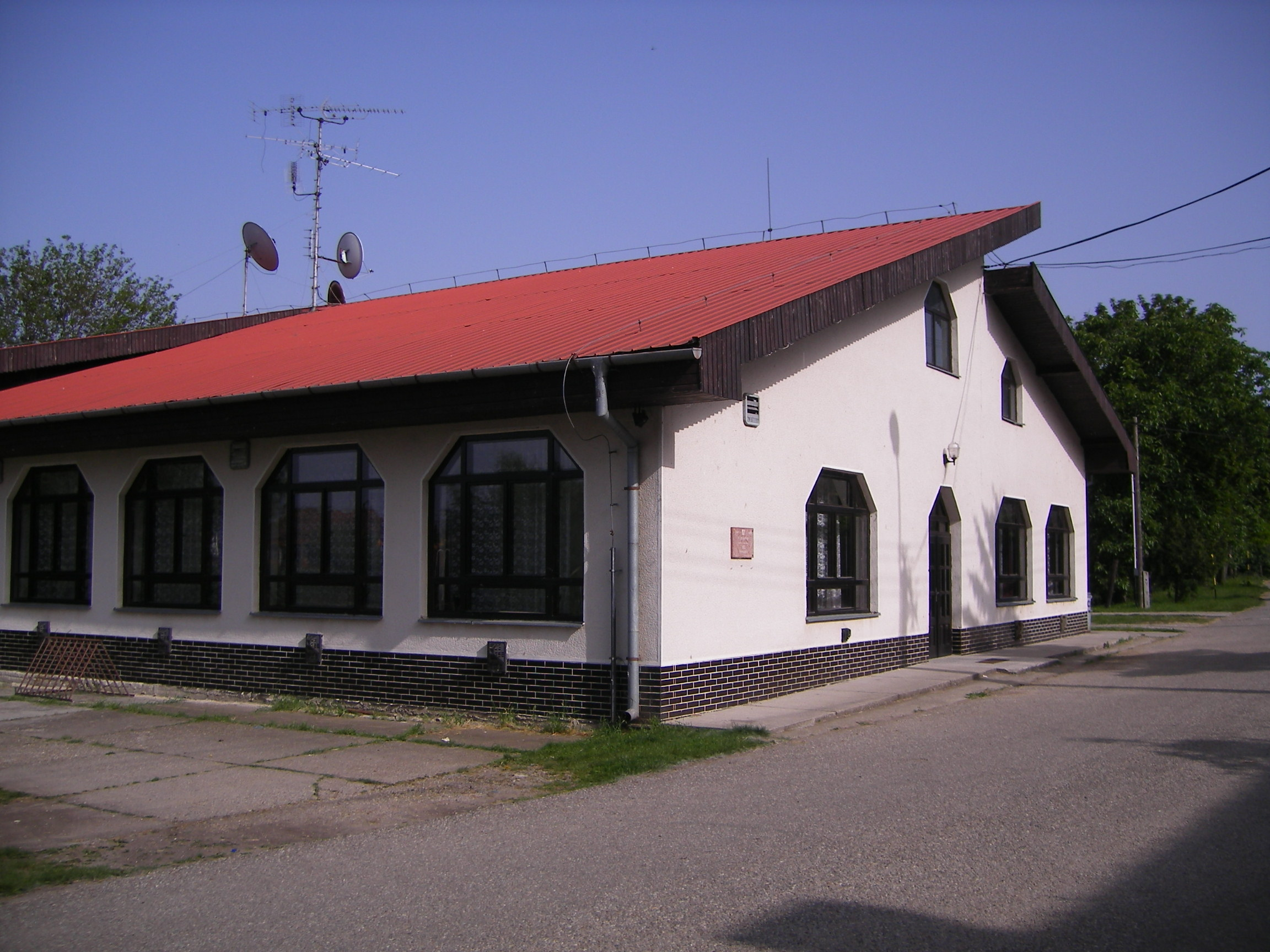
A martosi kultúrház

A faluban óvoda és 1–4. osztályos magyar tannyelvű alapiskola (1999 óta a református egyház működteti) található.
A néptánccsoport 1983 óta működik. Kultúrházát közadakozásból építették 1935-ben, mai formáját 1994-es kibővítésekor nyerte el.
A Katona István által magánerőből 2001-ben létrehozott Feszty Árpád Művelődési Park a szlovákiai magyar kultúra egyik központjának számít.
A környező vidéken egyedülálló martosi népviseletet az 1960-es évekig általánosan viselték. Valószínűleg a 19. század végén alakult ki. A férfiak fehér vászoninget és kirojtozott aljú vászongatyát hordtak, ünnepeken posztómellényt és csizmanadrágot öltöttek. A női viselet fontos elemei a főkötő (fékető), a sötét, kétaljú szoknya, a pruszlik (amelynek aljára csípőpárnát varrtak a cifra rakott szoknya megtartása érdekében), a vállkendő, valamint a gyolcsból és vászonból készült ing. A díszítő szalagok, csipkék finom egymás mellé illesztése, valamint a színeknek a kalotaszegihez hasonló harmóniája az egyik legszebb magyar népviseletet eredményezi Szlovákiában. A falura jellemző a metéléses, vagy rátétes kézimunka is, amelynek legjellemzőbb színösszeállítása a kék vagy fehér alapra varrott piros minta.
A népi hagyományok közül legismertebb a húsvét előtti tavaszváró körtánc, a pillike (más néven kurja), melyet a Horváth-tó partján járt a falu fiatalsága. A lakodalmas szokások közül legjellemzőbb az árgyélus vagy gyertyástánc, melyet gyertyákat magasra tartva, Az árgyélus kismadár kezdetű dalra táncolnak.
Martosnak gazdag népzenei hagyományai vannak; Ág Tibor, Dobi Géza és Jóba Ferenc, valamint az 1980-ban tartott Nyári Néprajzi Szeminárium résztvevői összesen 629 népdalt jegyeztek fel a faluban. Manga János is gyűjtött népdalokat a faluból. 1949-ben is gyűjtött a településen.
A falu legismertebb rendezvénye az elsőként 1995 nyarán a Csemadok rendezésében megtartott Országos Pünkösdi Népművészeti Ünnepség. A rendezvény a Zselízi Népművészeti Fesztivál és a Gombaszögi Kulturális Ünnepek megszűnte után, Ág Tibor népzenekutató, Nagy János szobrászművész, Gáspár Tibor tanár és Katona István koreográfus védnökségével jött létre . A falunapot augusztusban tartják, a hagyományos búcsút pedig Szent Vendel napján (október 20).

## Gazdaság

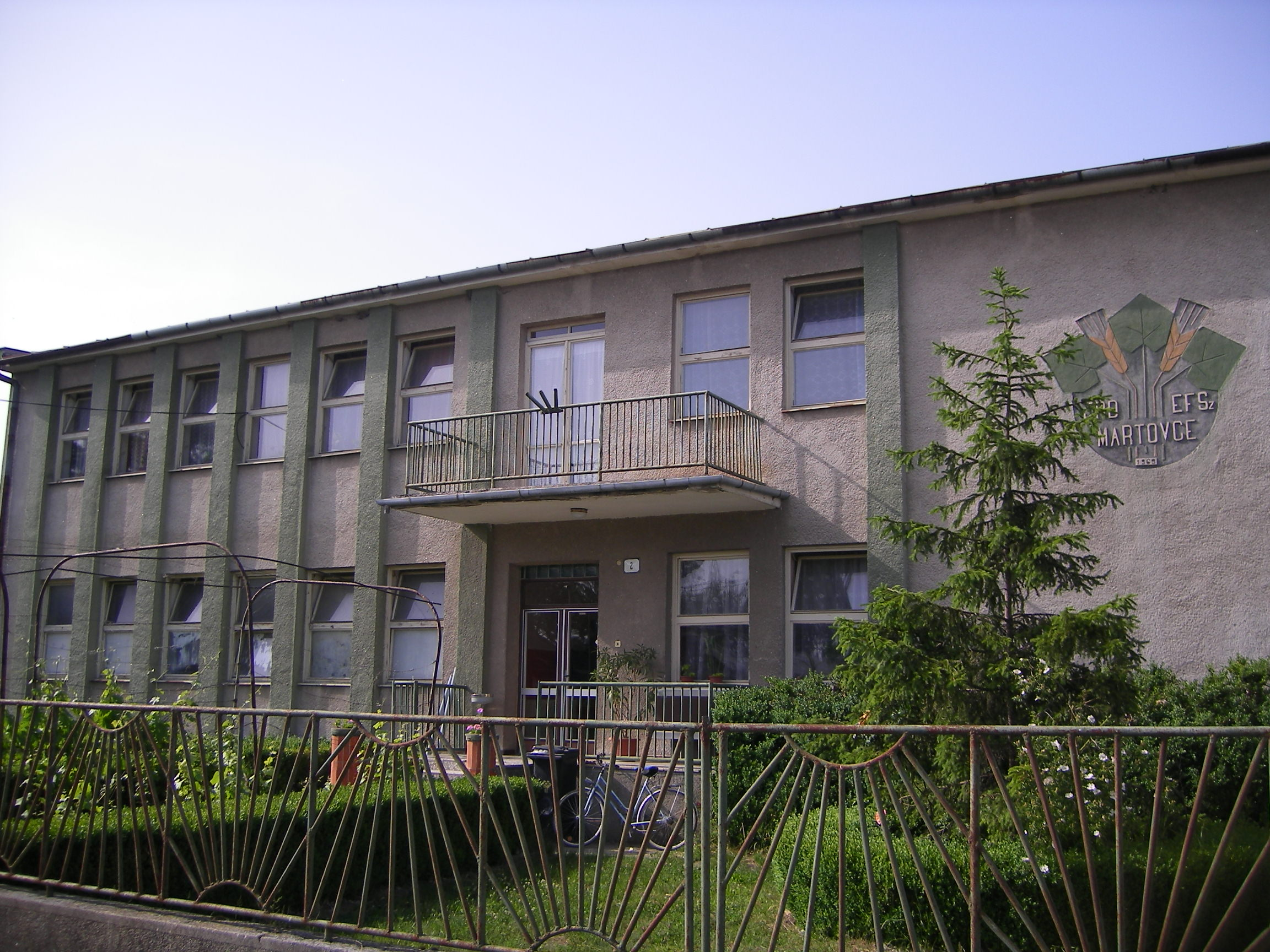
A mezőgazdasági szövetkezet székháza

A faluban hagyományosan fontos szerepet játszik a földművelés. Korábban a nádvágás és a halászat is fontos foglalkozásnak számított, de a szarvasmarhatartás és a csikónevelés is jelen volt a faluban. Termelőszövetkezete 1950-ben alakult és ma (2008) is működik. 2007-ben 950 hektáron gazdálkodott, melyből 750 hektár volt szántóföld, a többi rét és legelő. Ugyanekkor a dolgozók száma 56 volt, de a nyári időszakban még 14 idénymunkást is alkalmaztak, főként a 18 hektáron termesztett dohány megművelésére. Elsősorban búzát, árpát és napraforgót termesztenek, az állattenyésztési ágazatot a szarvasmarha- (186 fejőstehén) és sertéstenyésztés (65 anyasertés) képviseli.

## Önkormányzat
A falu élén a polgármester (Keszeg István) áll, a községi képviselő-testület 6 tagú.
A falu jelképei a címer és a zászló, melyeket 1997 decemberében avattak fel. A címerben zöld alapon két csuka látható, ami a falu hagyományos foglalkozására, a halászatra utal. A háttérben egy kehely látható, mely a falu első pecsétjéről (1712) került a címerbe. A zászló háromágú fecskefarokban végződő, zöld-fehér-narancssárga trikolór.

## Története

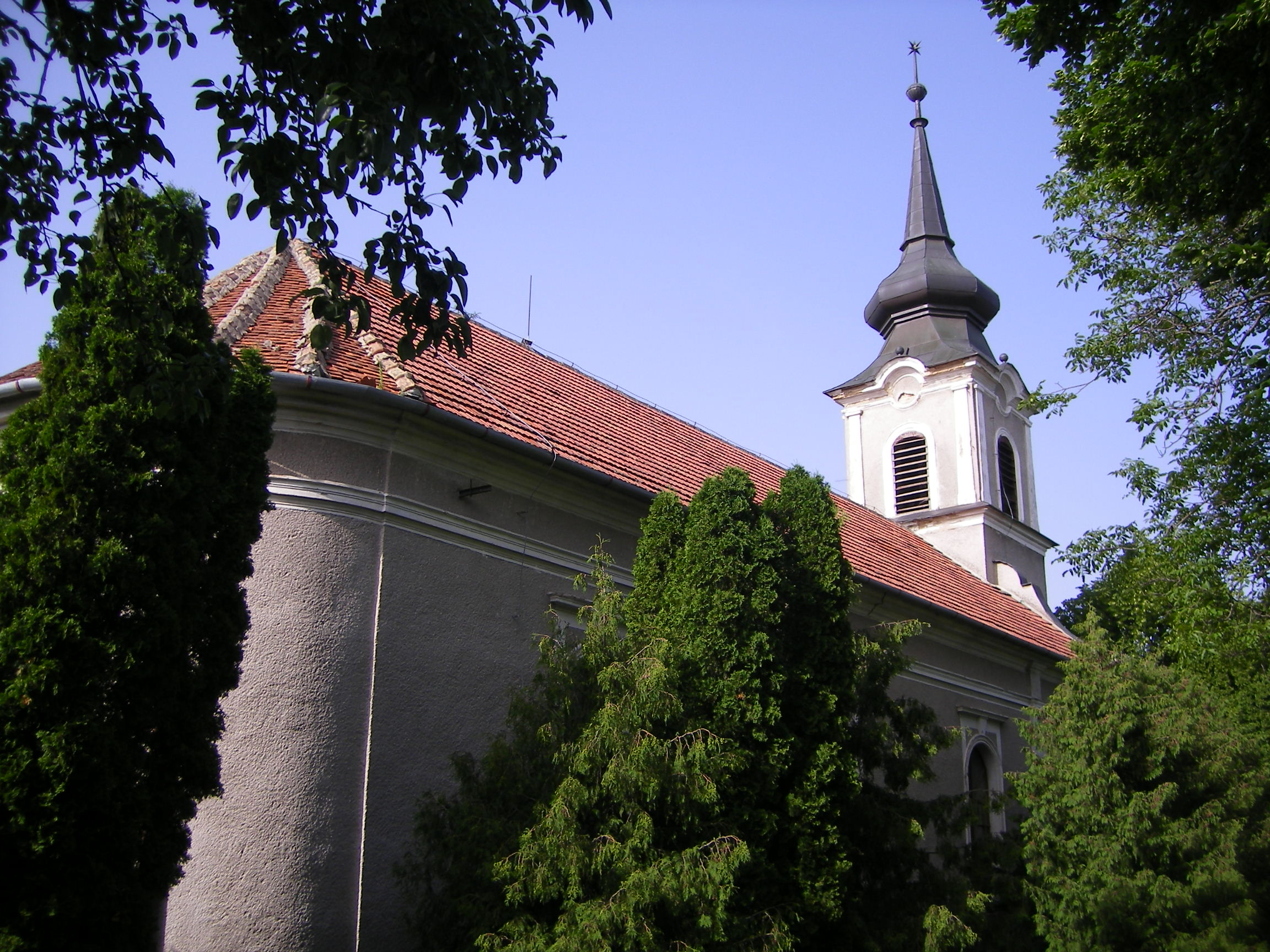
Református templom

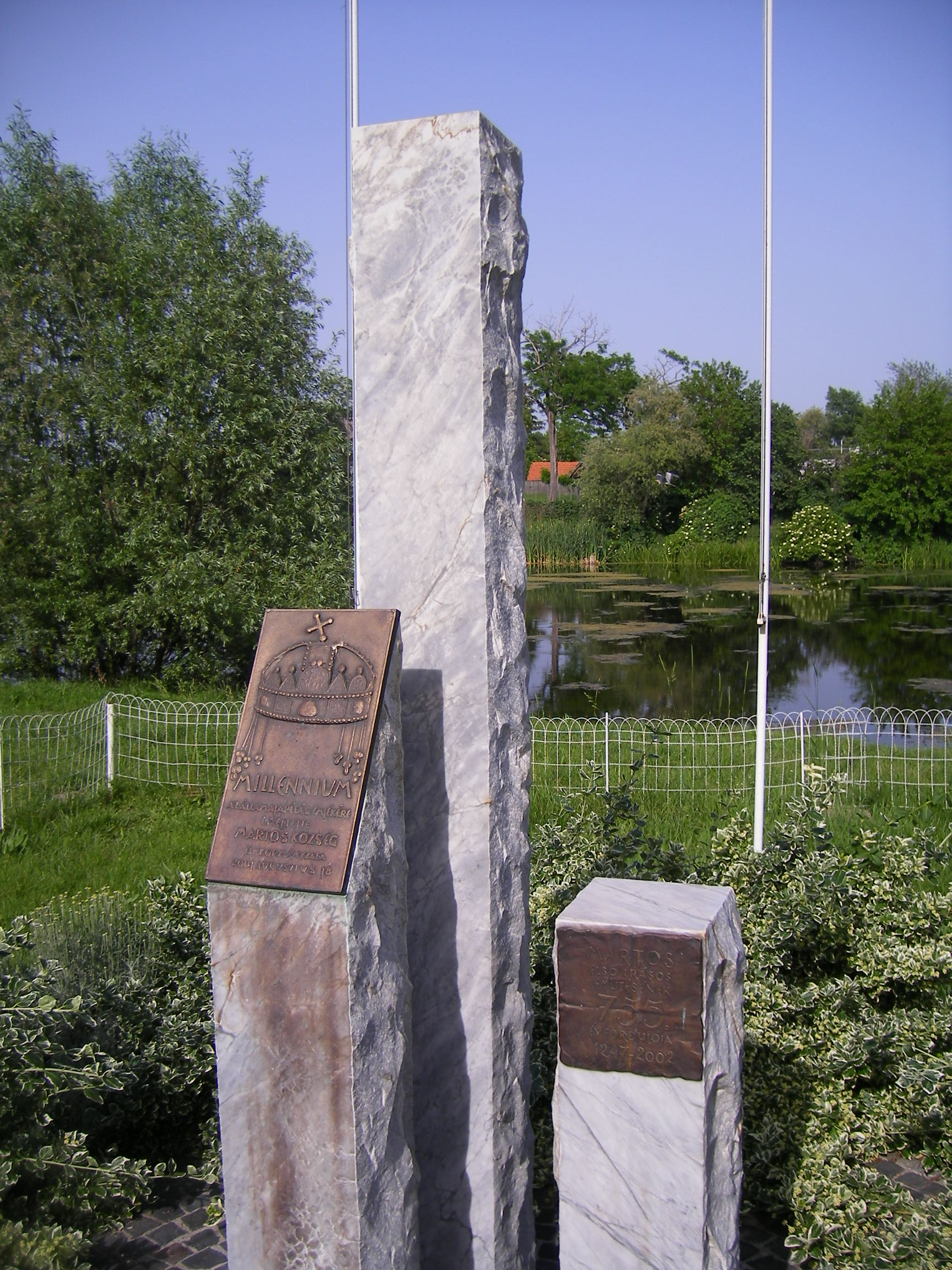
Millenniumi emlékmű

Az avarok 8. századi megtelepedését a községtől 3 km-re keletre lévő Abapusztán előkerült sírleletek bizonyítják. Ugyaninnen honfoglalás kori leletek is előkerültek, ami arra utalhat, hogy a környék a fellelhető írásos emlékeknél régebben települhetett. A szájhagyomány szerint a puszta neve Aba Sámueltől eredeztethető, más elképzelések szerint az avarok (abarok) nevét őrzi. Abapuszta ma ugyan közigazgatásilag Ógyallához tartozik, de a szőlőskertek nagyrészt martosiak tulajdonában vannak.
A mai Martostól nyugatra a középkorban létezett egy Gég (Gegu) nevű falu, ahol 1075-ben I. Géza 20 háznép halászt adott a garamszentbenedeki apátságnak. A monostort 1209-ben a pápa is megerősítette a falu birtoklásában. 1337-ben már az esztergomi érsek faluja. Vélhetően az áradások miatt Gég lakói költöztek át a Nyitra bal partjának martos, azaz a víz által kimart partjaira (a falu egyik határrészét még ma is gégi szántóföldnek nevezik). Más elképzelések szerint a Martos név családnévből vagy a Márton keresztnévből származik. A néphit szerint viszont a lakosság a tatárok elől menekült ide és a máig Hatházának nevezett falurészen építették fel a falu első hat házát. Az Abadombtól délnyugatra 12-13. századi cserepeket találtak.
Martos első említése – "Marthos" formában – 1438-ból való, a kezdetektől az esztergomi érsekség faluja volt (1487-ben már érsekségi birtokként említik), lakossága halászattal és szénakaszálással foglalkozott (1487-ben 63 hajó szénát szolgáltatott be az érsekségnek). A 16. században a Martost körbevevő vizeket királyi halastavakként említik. A mai községi hivatal közelében állhatott első temploma, melynek alaptöredékeit ásatások során megtalálták[forrás?].
A török hódoltság idején sokat szenvedett. Az 1561-es Oláh-féle vizitáció szerint a falunak nincs plébánosa, a hívek a templom földjeit eladták a töröknek, hogy megváltsák magukat. 1576-ban mindössze 10 lakható háza volt. Az esztergomi érsekség birtokán 1597-ben végeztek kárfelmérést.
1615-ben hódolt falu. Az 1619. évi országgyűlésen benyújtott protestáns panaszjegyzékből tudjuk, hogy a falu református lelkészét Forgách Ferenc érsek kiűzette. 1654-ben ismét van prédikátora, Szenci András személyében. 1672-ben – Szelepcsényi György érsek közbenjárására – Maholányi komáromi várparancsnok a református lelkipásztorok elűzését írta elő. Az 1664-es török adóösszeírás szerint 55 fejadót fizető lakosa volt, akik 43 háztartáshoz tartoztak.
1727-ben Bányi Ferenc volt a falu lelkésze. A református egyház anyakönyveit 1731-ben kezdték vezetni, a következő évben épült (egy régi templom alapjaira) első református temploma, mely 1762-ben kapott harangot. 1754-ben már létezett református iskolája. 1768-ban az érsekség tabellája 72 örökös adófizető jobbágy nevét sorolja fel. 1796-ban Vályi András így ír Martosról: MARTOS. Magyar falu Komárom Várm. földes Ura az Esztergomi Érsekség, lakosai katolikusok, fekszik Imelhez nem messze, és annak filiája, legelője, réttye, nádgya van, de legelőjének, és réttyeinek részét az áradások járják.
1820 körül Rudnay Sándor hercegprímás az árvízveszély miatt át akarta költöztetni a lakosságot csémi birtokára, de a lakosság ezt visszautasította, mivel: Csémen nincsen víz, ahol halászni lehessen. Ezt az 1907-ben kiadott Borovszky-féle vármegyemonográfia is megemlíti, hozzátéve, hogy a halászat volt a lakosok fő keresetforrása és egy-egy árvíz több hasznot hajtott nekik, mint amennyi kárt okozott.
1831-ben és 1851-ben súlyos kolerajárvány pusztított a faluban. A 19. században a csatolt pusztákon kuriális nemesi birtokok léteztek. 1848-ban, a jobbágyság eltörlésekor, a lakosság a megművelt telkek birtokosa lett, nagybirtok nem alakult ki, a legtehetősebb gazdák is csak 30-40 holdon gazdálkodtak.
1851-ben Fényes Elek az alábbiakat jegyezte fel a faluról: „Martos magyar falu Komárom vármegyében, lapályos rónaságon, fekszik a Nyitra és Zsitva vizek között, Komáromhoz északra 1¾ mérföldnyire. Van 24 katholikus, 653 református, 7 zsidó lakos. A reformátusok már türelem előtt fennálló anyaegyházat, a katholikusok pedig egy kápolnát bírnak. Határát az árvizek felette rongálják, annyira, hogy az épületek is csak sövényből készülnek, egyébiránt nagyságára nézve mintegy 5000 holdnyi, melly tisztán urbéri és curális birtok, s a régi szabályozatlan 30 telket 75 földes gazda, 19 házas zsellér, és 18 lakó miveli. Szántóföldje meglehetősen termékeny ugyan, de igen kevés; dohánytermesztés divatban van, de főgazdasága a helységnek szénatermő rétjeiben és marhatartásában áll. Földes ura az esztergomi érsek”.
A kutatók szerint a településen – gazdasági megfontolásokból – a 18-20. században születésszabályozás létezett. 1859 őszén a falu majdnem teljesen leégett, elpusztult a templom is, harangjai is elolvadtak. Az új templomot a régi alapjain 1898-ban építették fel.
Bár a Zsitva főágát még 1848 előtt a Nyitrába vezették, az átfogó vízszabályozási munkák a település határában csak az 1880-as években kezdődtek meg és 1905-ig tartottak, ekkor épült a Nyitra jobb partján a szivattyútelep (benne két 130 lóerős szivattyúgéppel), ezután alakult ki a folyó mai medre (korábban a falu közepén folyt keresztül). A gátépítést 1887-től Lelkes Dezső (1870–1918), a Vágbalparti Ármentesítő és Belvízszabályozó Társulat szivattyútelepének igazgatója irányította, aki 100 holdat vásárolt fel letelepedése után. Ezután az árvizek helyett inkább a talajvizek okoztak problémát a lakosságnak, de volt rá példa, hogy a martosiak átvágták a gátat a községgel ellentétes oldalon életük és vagyonuk védelmének céljából.

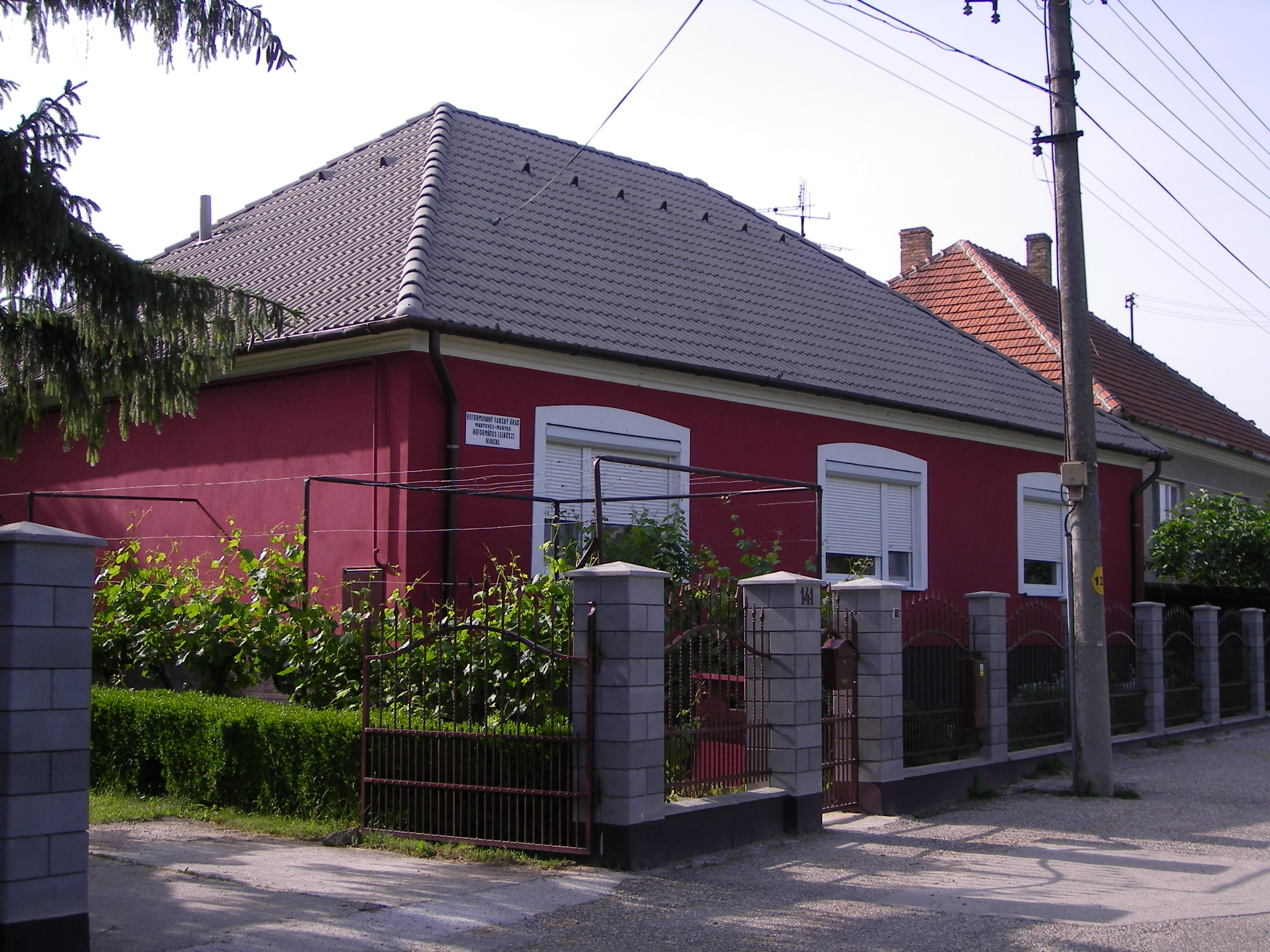
Református lelkészi hivatal

A 20. század elején a Komárom vármegye Udvardi járásához tartozó nagyközség postaügynökséggel, állami anyakönyvvezetőséggel (1895 óta), református elemi iskolával, gőzmalommal rendelkezett. 1910-ben 1288 magyar lakosa volt. Lakói jobbára mezőgazdaságból éltek, de többen foglalkoztak kosárfonással, hímzéssel és halászattal is. Az első világháborúban 28 martosi vesztette életét. Trianon döntése következtében 1920-ban Csehszlovákiához került, s 1927-ben Martoš szlovák hivatalos elnevezést kapta. A csehszlovák földreform a martosi kisbirtokokat nem érintette, a korábban érseki tulajdonú pusztákon a pozsonyi és nagyszombati kezelők fenntartották a majorsági gazdálkodást, a környék földnélküli és szegényparaszti rétegei Agyagoson találtak állandó vagy időszaki munkát. A két világháború között Martos kiemelkedő szellemi központja volt a vidéknek: a járási székhelyt, Ógyallát megelőzve, 1935-ben lakói közadakozásból kultúrházat építtettek.
1930-ban 1369 lakosa közül 1305 magyarnak, 35 szlováknak vallotta magát. 1938-1945 között ismét Magyarországhoz tartozott, körjegyzősége Ógyallán működött. 1941-ben 1357 lakosából 817 volt református vallású. A második világháború 14 martosi életét követelte, 18 zsidó vallású lakos pedig a koncentrációs táborokban vesztette életét. A háborút követően újra Csehszlovákiához csatolták és szlovák hivatalos nevét 1948-ban Martovce alakra változtatták. A háború utáni magyarellenes politikára jellemző, hogy 1945. augusztus 27-én a községbe kirendelt szlovák komisszár agyonverette Vecsey Lajost, a falu jegyzőjét. 1947-ben magyar lakói közül 15 családot (73 fő) csehországi kényszermunkára vittek (főleg Bílina környékére), 9 családot (55 fő) pedig a csehszlovák-magyar lakosságcsere során Gyönk községbe deportáltak, helyükre 87 szlovák nemzetiségű személy érkezett Ösküből és Szápárról.
1949 után megalakult a Csemadok-alapszervezet, majd 1950-ben létrejött a helyi termelőszövetkezet is. 1951-ben Martosra bevezették a villanyt, a Kisnyitraháti falurészbe csak 1960-ban. 1968-ban Agyagos és Kingyes pusztákat az ekkor létrejövő Vágfüzes községhez csatolták, ezzel jelentősen csökkent a lakosság száma. Az ezredfordulóra a falu a szlovákiai magyar kultúra egyik központjává vált, az Országos Pünkösdi Ünnepségek és a Feszty Park révén. Alapiskolájának fenntartója 1999 óta a református egyház.

## Nevezetességek

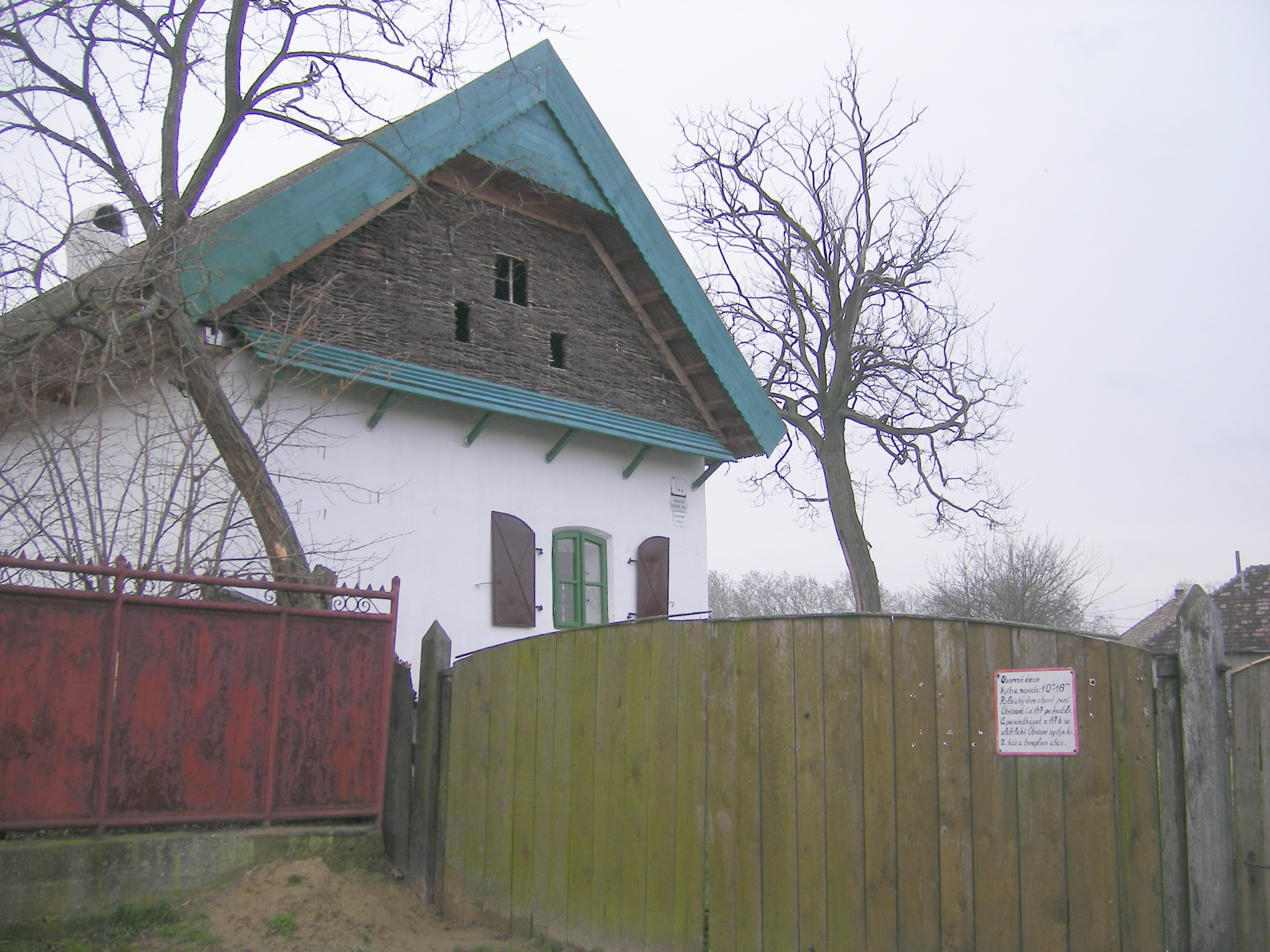
A martosi falumúzeum

- A falu egyik legjelentősebb építészeti értéke az 1898-ban neoklasszicista stílusban épített református templom, melyet az 1859-es tűzvészben leégett templom helyére építettek. A templomot 1899. január 29-én avatták fel, a jeles eseményen Feszty Árpád és Antal Gábor püspök is jelen volt. A templom falán 2012. szeptember 29-én emléktáblát helyeztek el a Beneš-dekrétumok által meghurcolt martosi magyarság emlékére. Az emléktáblán a Bírák könyvének 11,7b verse olvasható: "Hiszen ti gyűlöltetek engem és kiűztetek apám házából".[22]

- A római katolikusok Szent Vendel tiszteletére szentelt kápolnáját 2004-ben szentelték fel. A 19. század közepéig volt a faluban katolikus kápolna, de abból csak Szent Vendel szobra maradt fenn. A kápolnát Katona István önerőből építtette.[12] Falait Somogyi Győző festőművész 14 stációt ábrázoló alkotásai díszítik. A nádtetős építmény előtti kövezet Nagy-Magyarország térképét formázza, a hajlított gerendákból készült tető Noé bárkáját formázza.
- A 2001 óta működő Feszty Árpád művelődési parkban áll Feszty Árpád mellszobra. Ugyanitt egy turulmadár-formájú amfiteátrum is felépült.[7]
- Az 1975-ben megnyitott falumúzeum egy 1871-ben épült, nádfedeles parasztházban kapott helyet. Ennek a hármas elosztású vályogháznak az első és hátszó szobája között helyezkedik el a nyitott kéményes konyha, amely összeépült a pitvarral. A hátsó szobában egy komáromi tulipános láda és egy festett, mennyezetes ágy is megtalálható, amelyre piros mintájú vánkosokat és dunyhákat halmoztak fel. A falakon, ahogy szinte az egész faluban szokás volt, számos festett tányér díszlik.[7]
- A református templom kapuja előtt áll a 2001. augusztus 18-án felállított millenniumi emlékmű, mellette a falu alapításának emlékműve 2002-ből.
- A Horváth-tó (melynek partján régen a tavaszköszöntőket tartották) partján 1896-ban hét tölgyfát ültettek el a millennium tiszteletére, melyekből mára kettő maradt.
- A falutól 3 km-re nyugatra található a Gémes (Gémeš) védett terület (11,22 hektáros területen) értékes mocsári élővilággal. A szántóföldekkel körülvett területet fűz- és nyárfaerdő borítja, a nevét adó szürke- és vörösgémek mellett számos madárfaj otthona, többek közt a szalakóta élőhelye. A területet 1993-ban nyilvánították védetté.
- A Zsitva-menti náddal benőtt, 32,53 hektáros mocsaras terület (Alúvium Žitavy) szintén gazdag madárvilága (76 madárfaj él itt) miatt védett.
- A Beneš-dekrétumok által meghurcolt martosi magyarság emlékére 2012. szeptember 29-én emléktáblát helyeztek el a református templom falán.

## Híres emberek

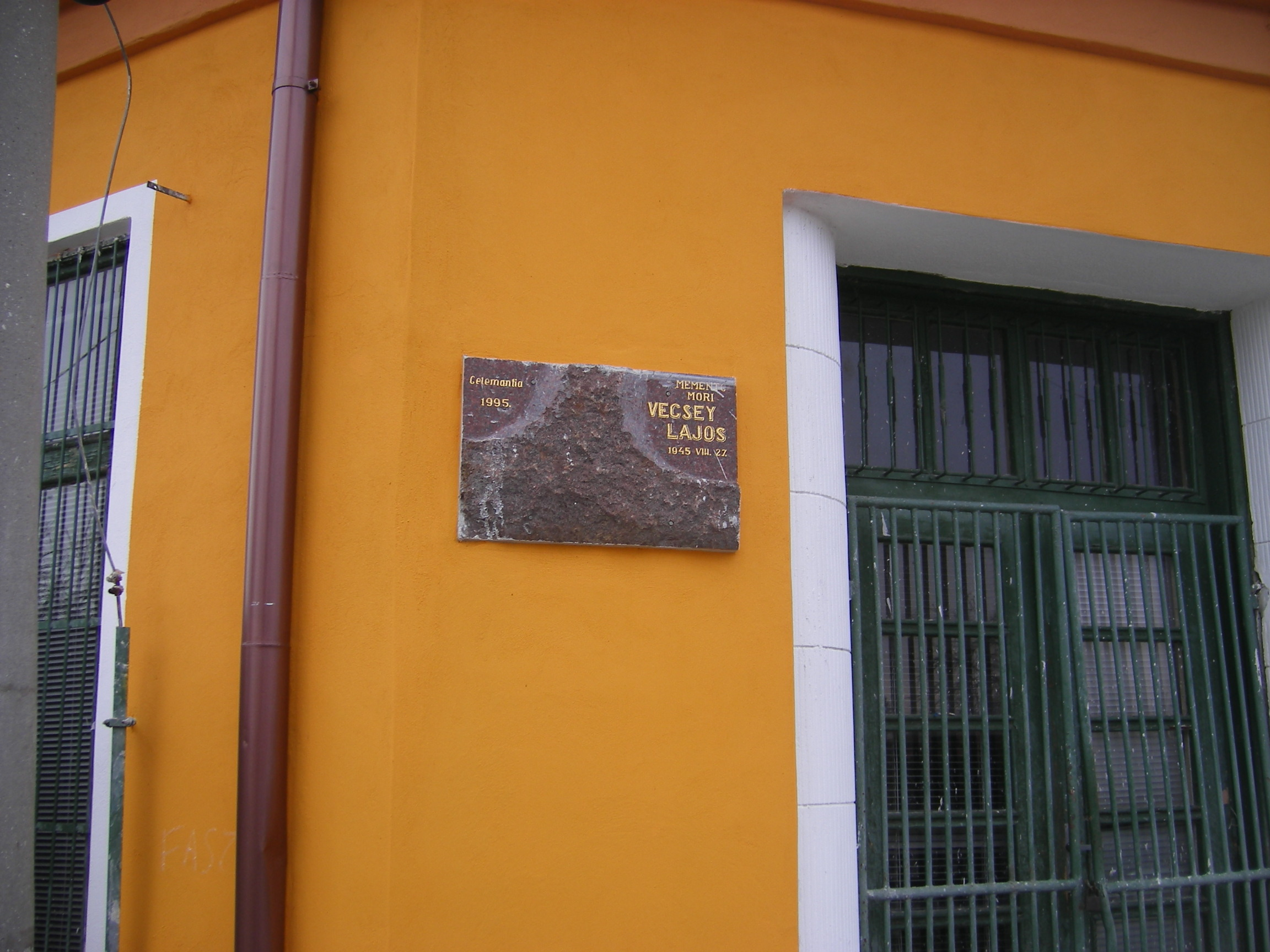
Vecsey Lajos emléktáblája a Patika falán

- Csokonai Vitéz Mihály barátja, Oroszi Nagy Mihály martosi kántortanító meghívására 1797 végén vagy 1798 elején járt Martoson, a környékbeli nemesek sorra hívták vendégségbe a híres költőt.
- Az ógyallai Feszty családot erős szálak kötötték Martoshoz. Az akkoriban a faluhoz tartozó Kingyesen levő tanyáján készítette Feszty Árpád a ma Ópusztaszeren található A magyarok bejövetele című körképét. A körkép alakjait a martosiakról mintázta, közülük a leghíresebb a fejedelemasszony modelljéül szolgáló Bazsó Lidi volt.
- Vecsey Lajos a két világháború között a község kulturális életének irányítója, egyben segédjegyző és községi bíró is volt. A Patika vendéglő falán 1995 óta emléktábla őrzi emlékét, nevét viseli a Csemadok helyi szervezete is. A kultúrház falán található mellszobra.
- Zsittnyan István a helyi alapiskola tanítója volt 1949 után 28 éven keresztül, egyben a falu krónikása (Martos múltja és jelene című munkája 1992-ben jelent meg) és a község kulturális életének fáradhatatlan szervezője.

## Képtár

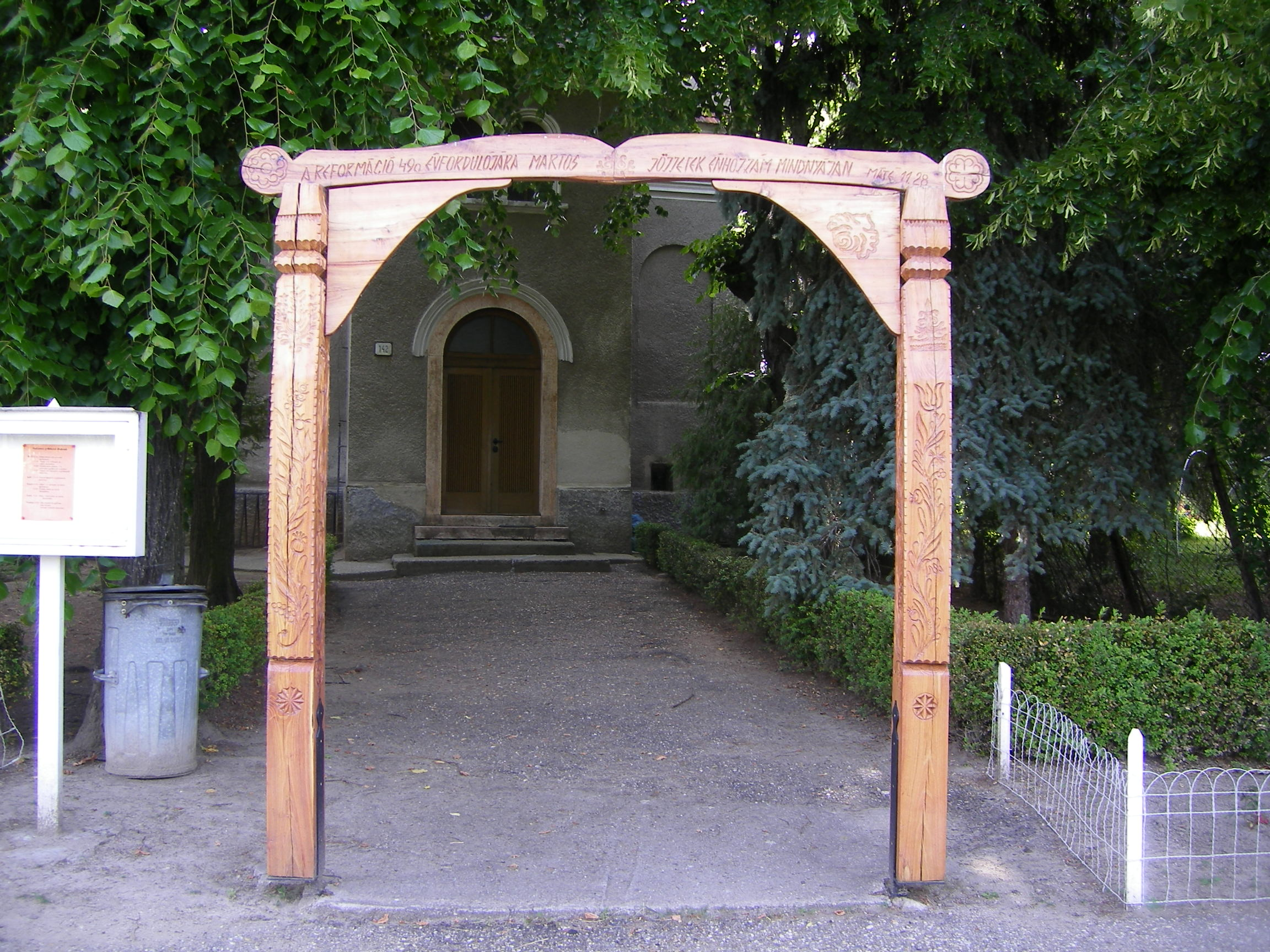
Emlékkapu a református templom előtt
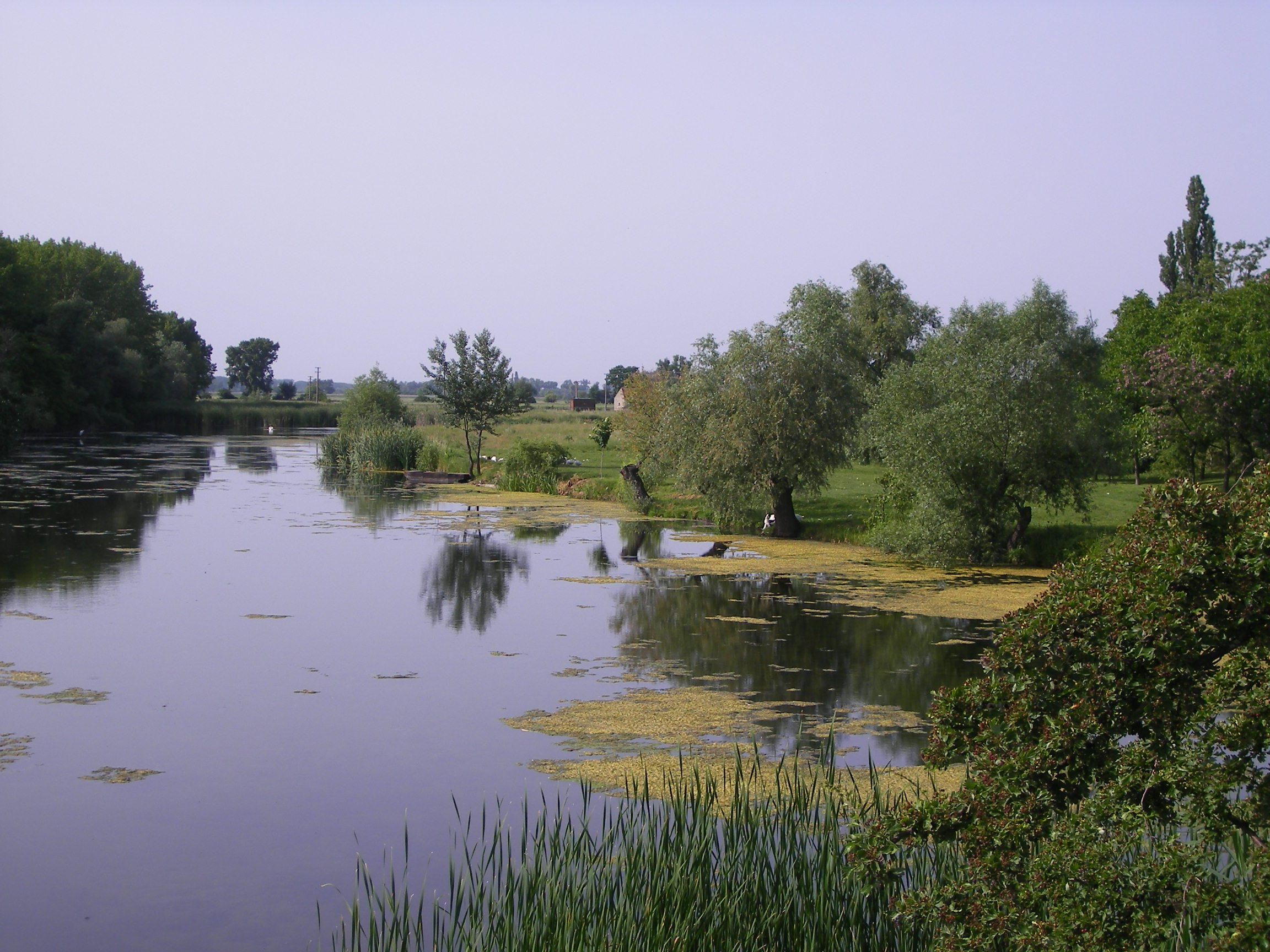
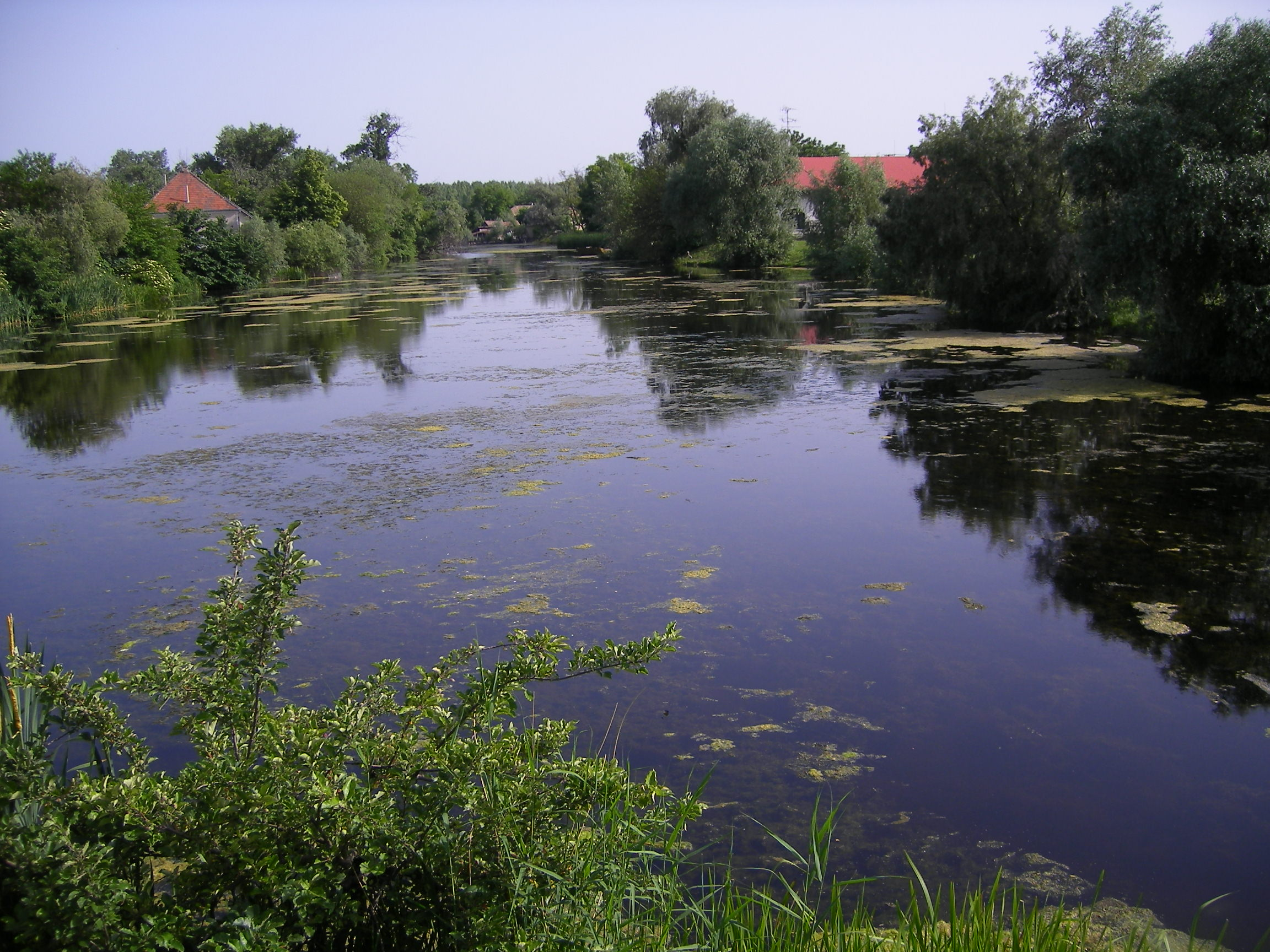
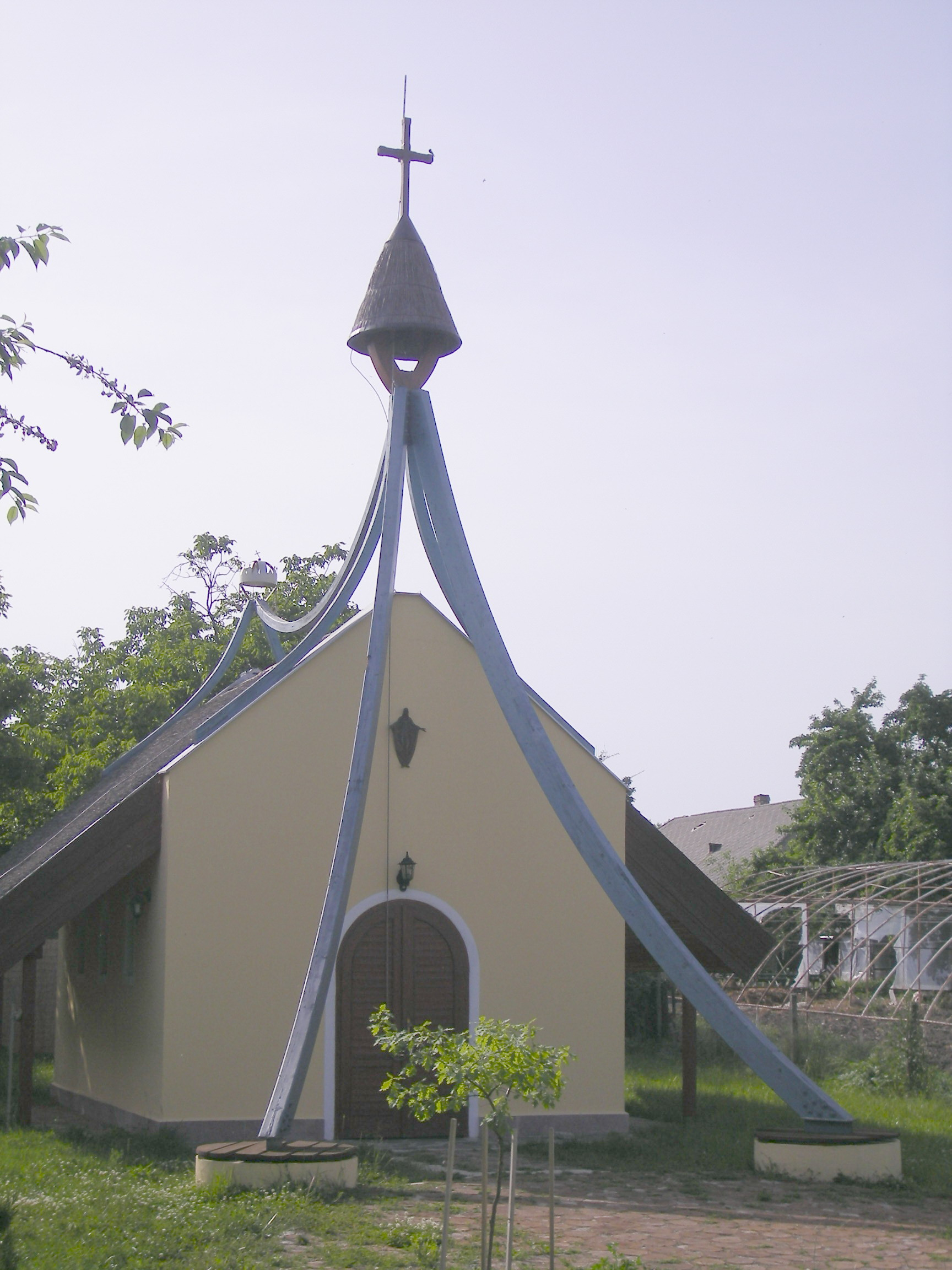
A Szt. Vendel katolikus kápolna
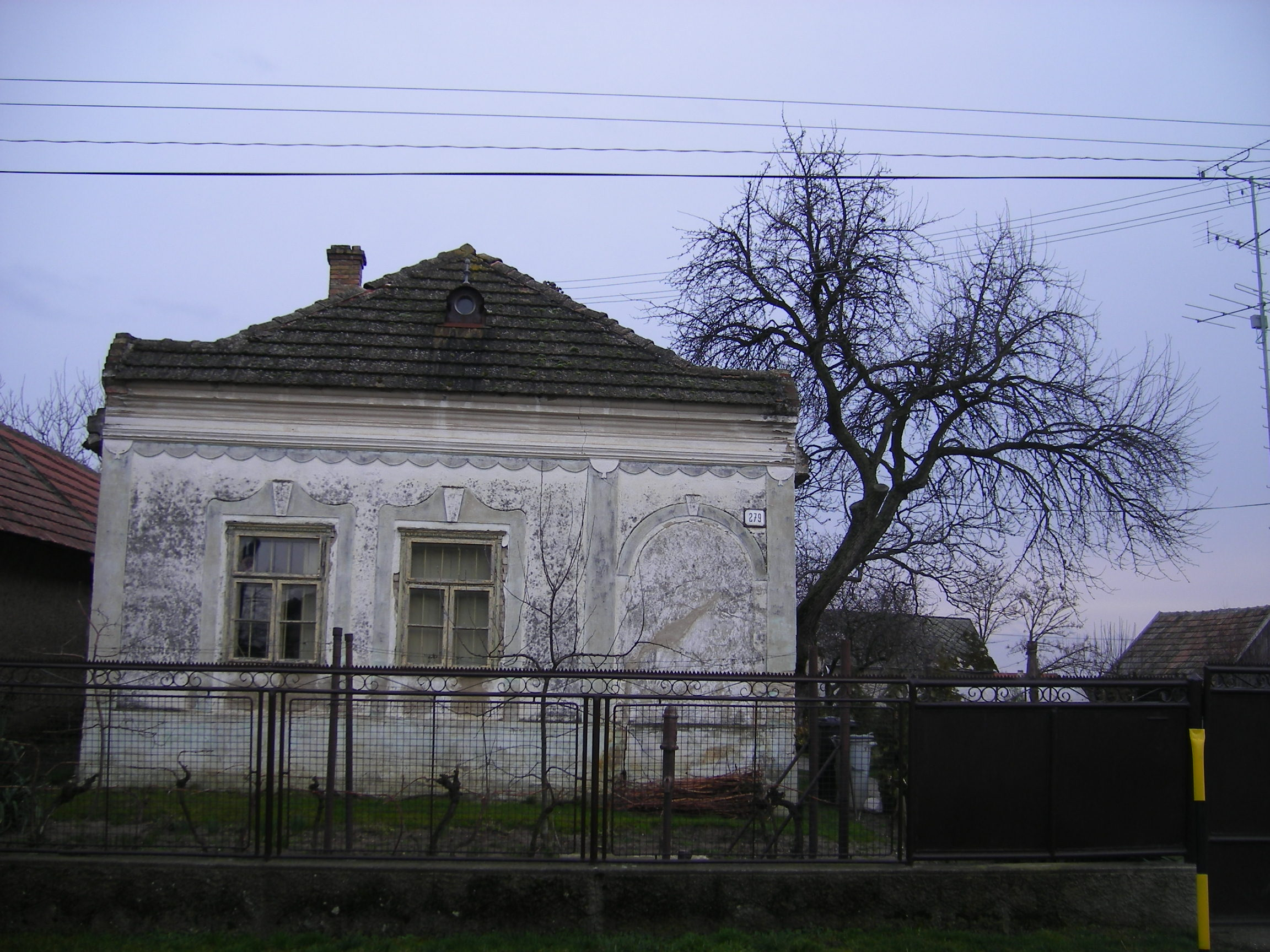
A Martoson fennmaradt régi lakóházak egyike
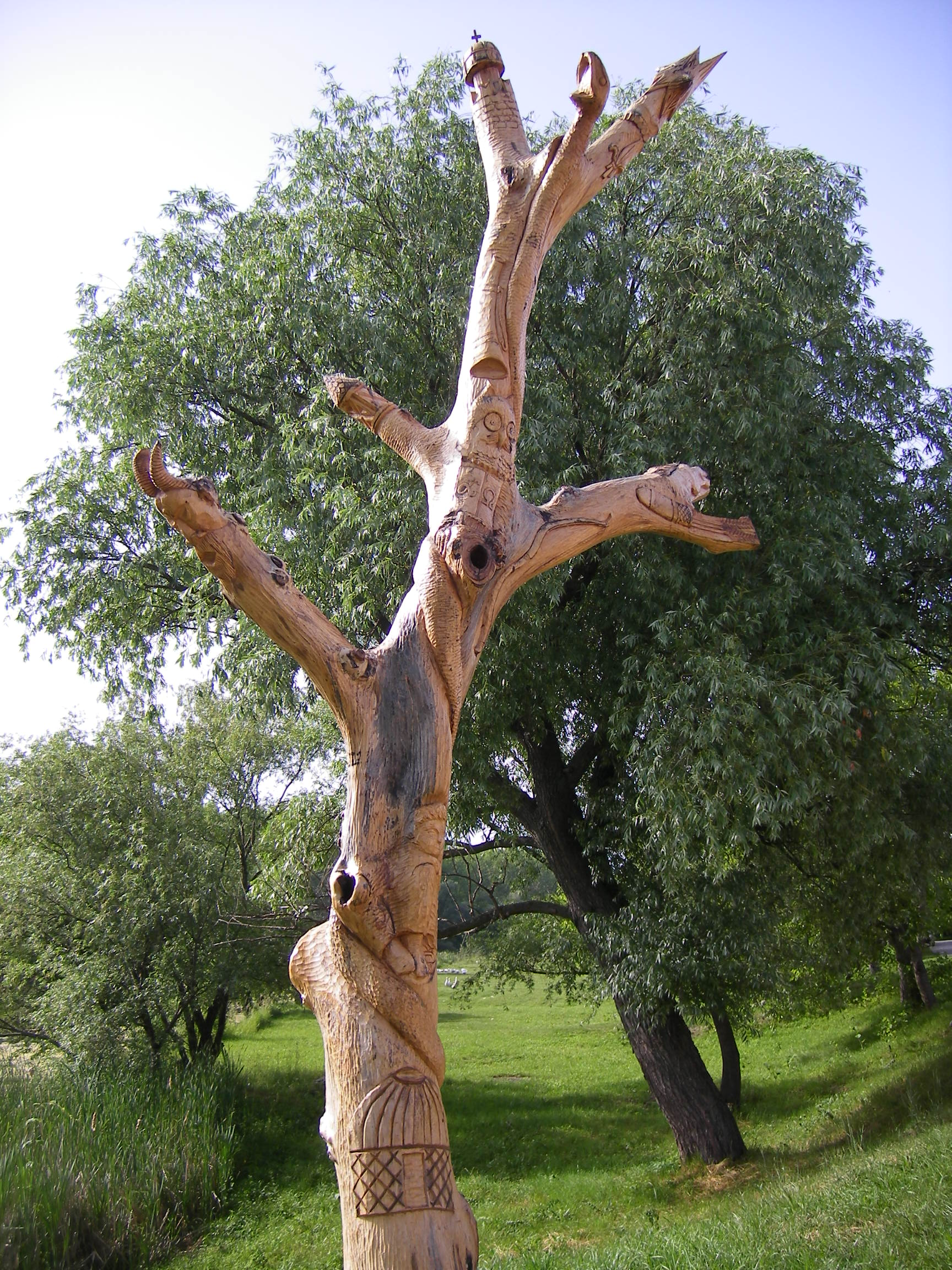
A "Falufa"
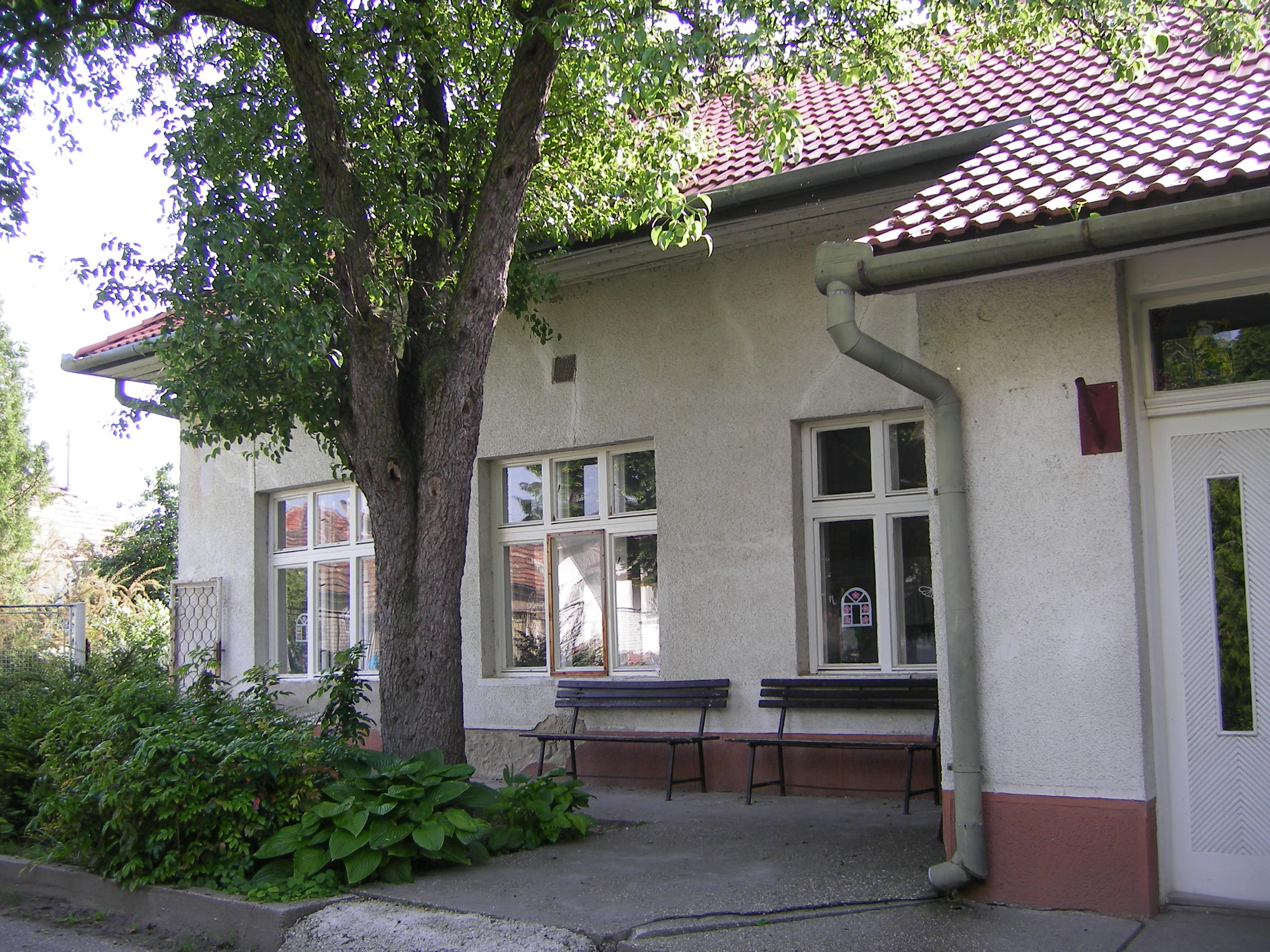
A református alapiskola
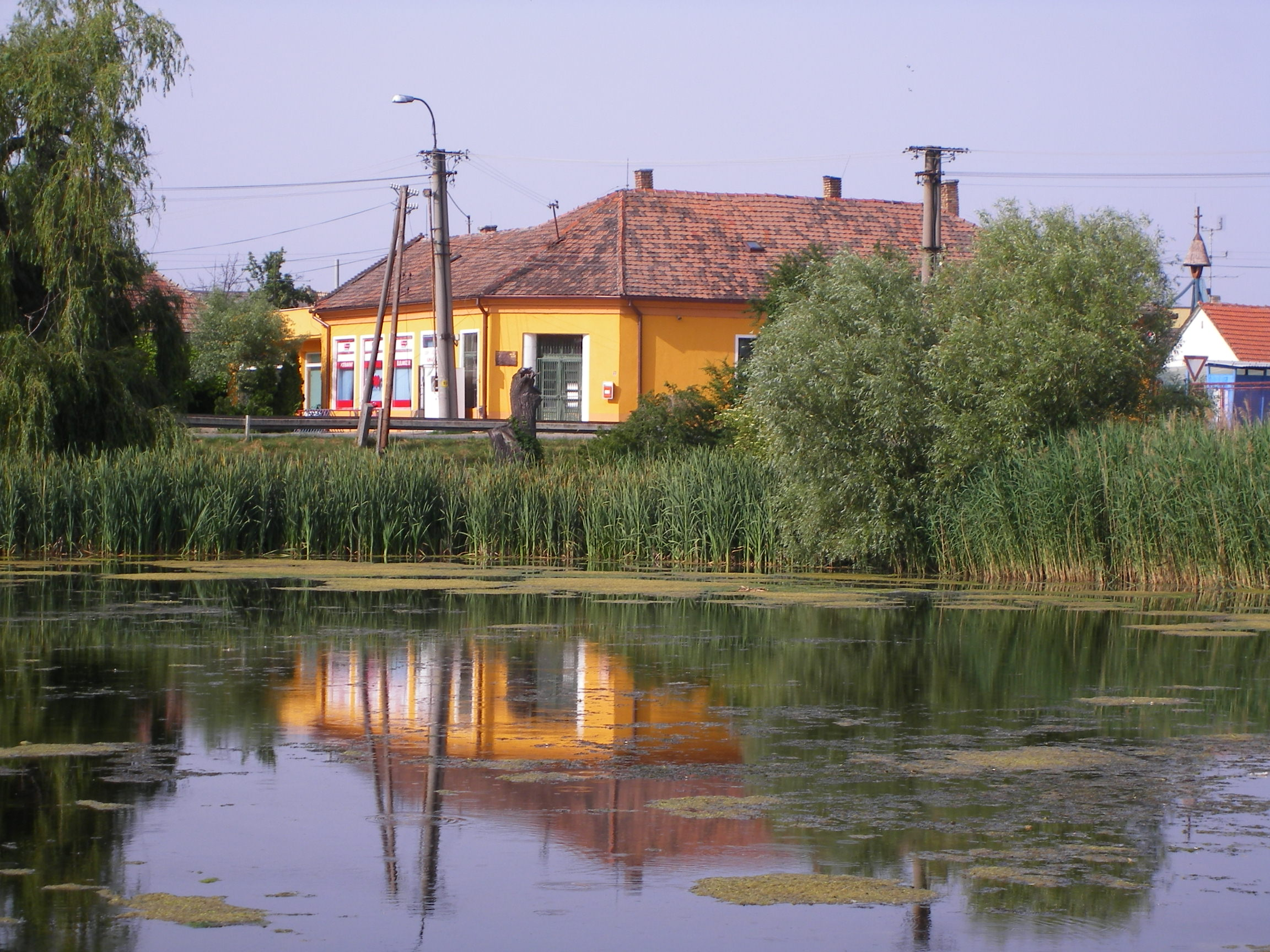
A "Patika" kocsma a faluközpontban
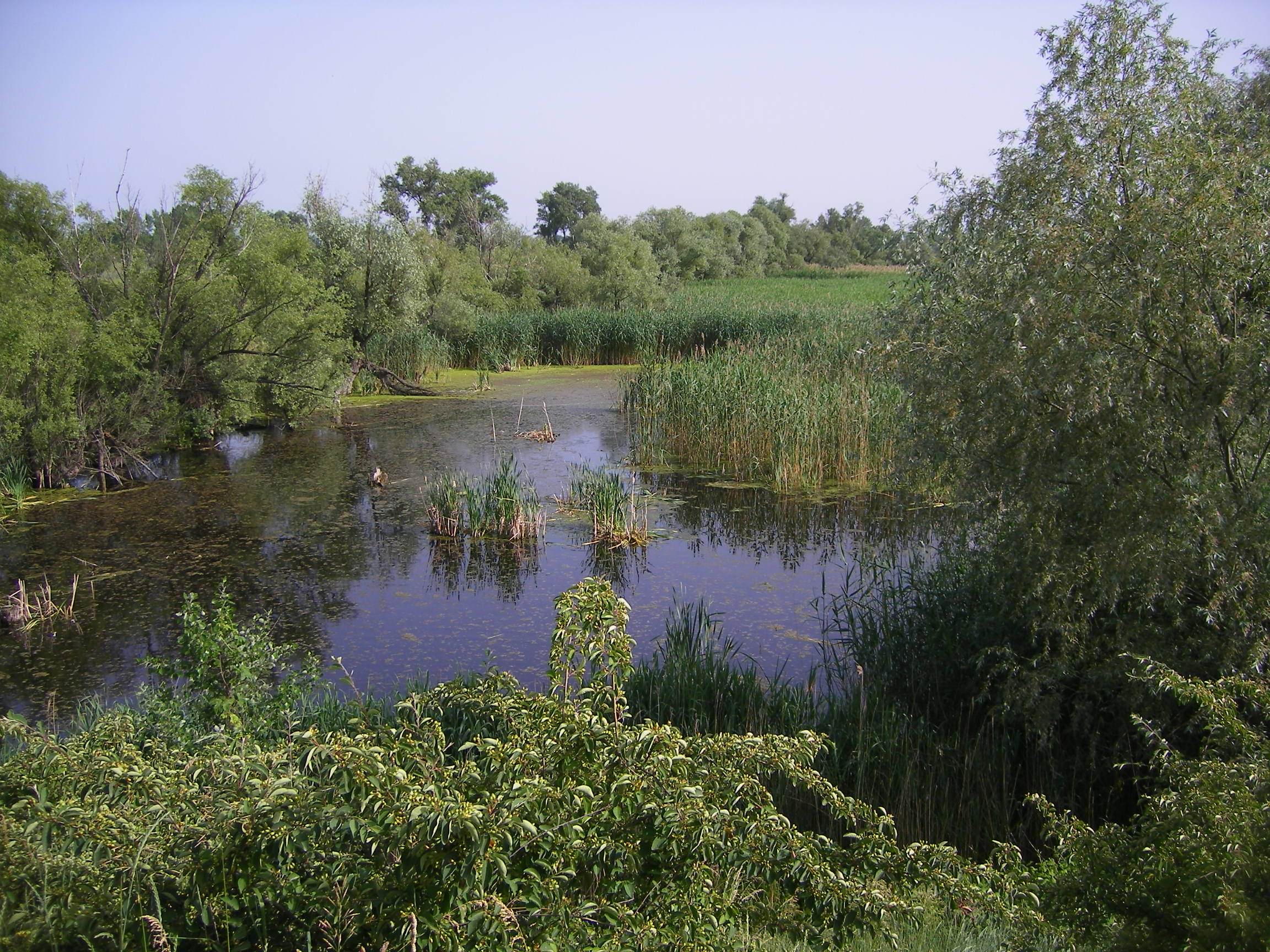
A Zsitva ártere
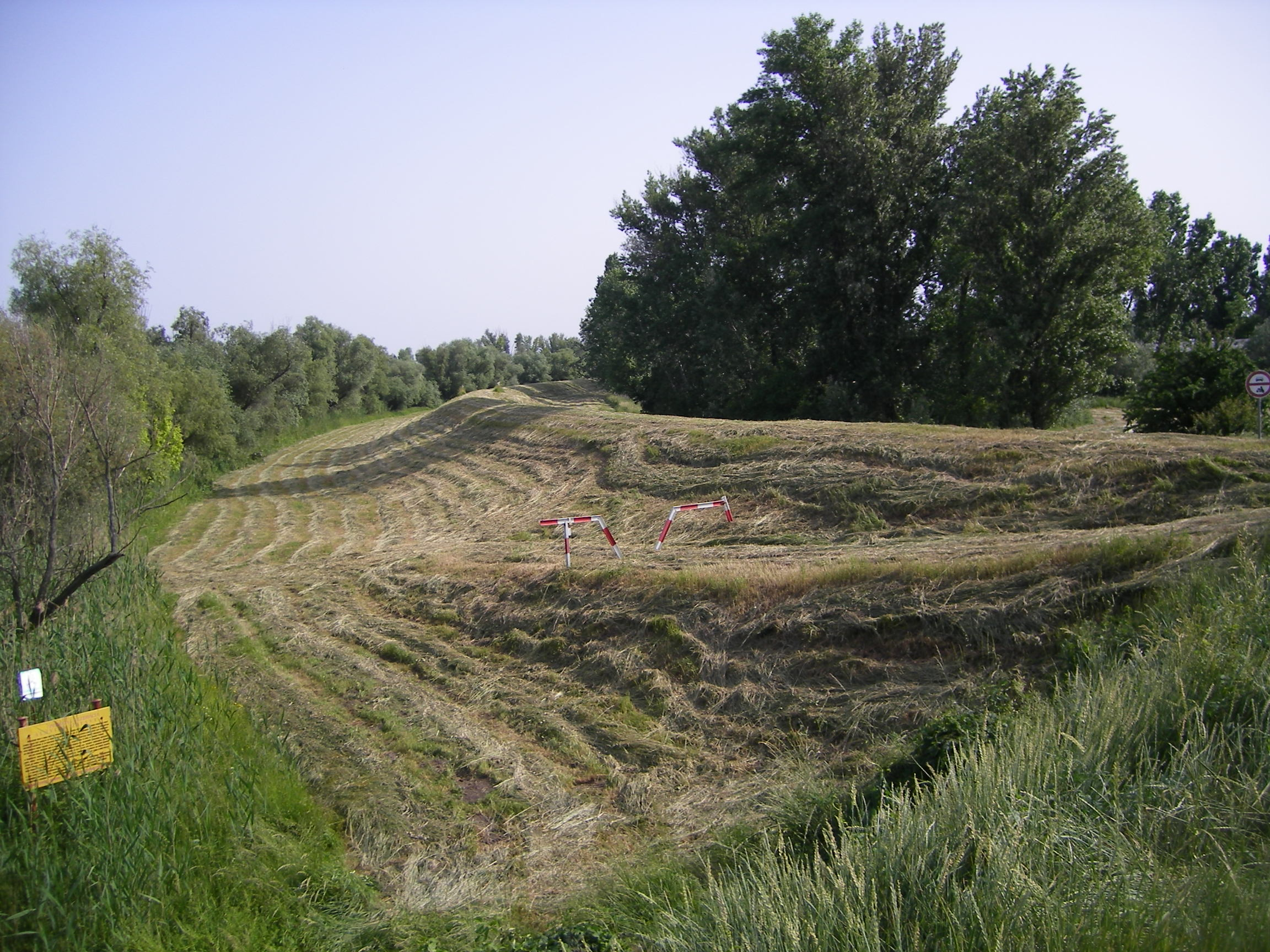
A Zsitva töltése
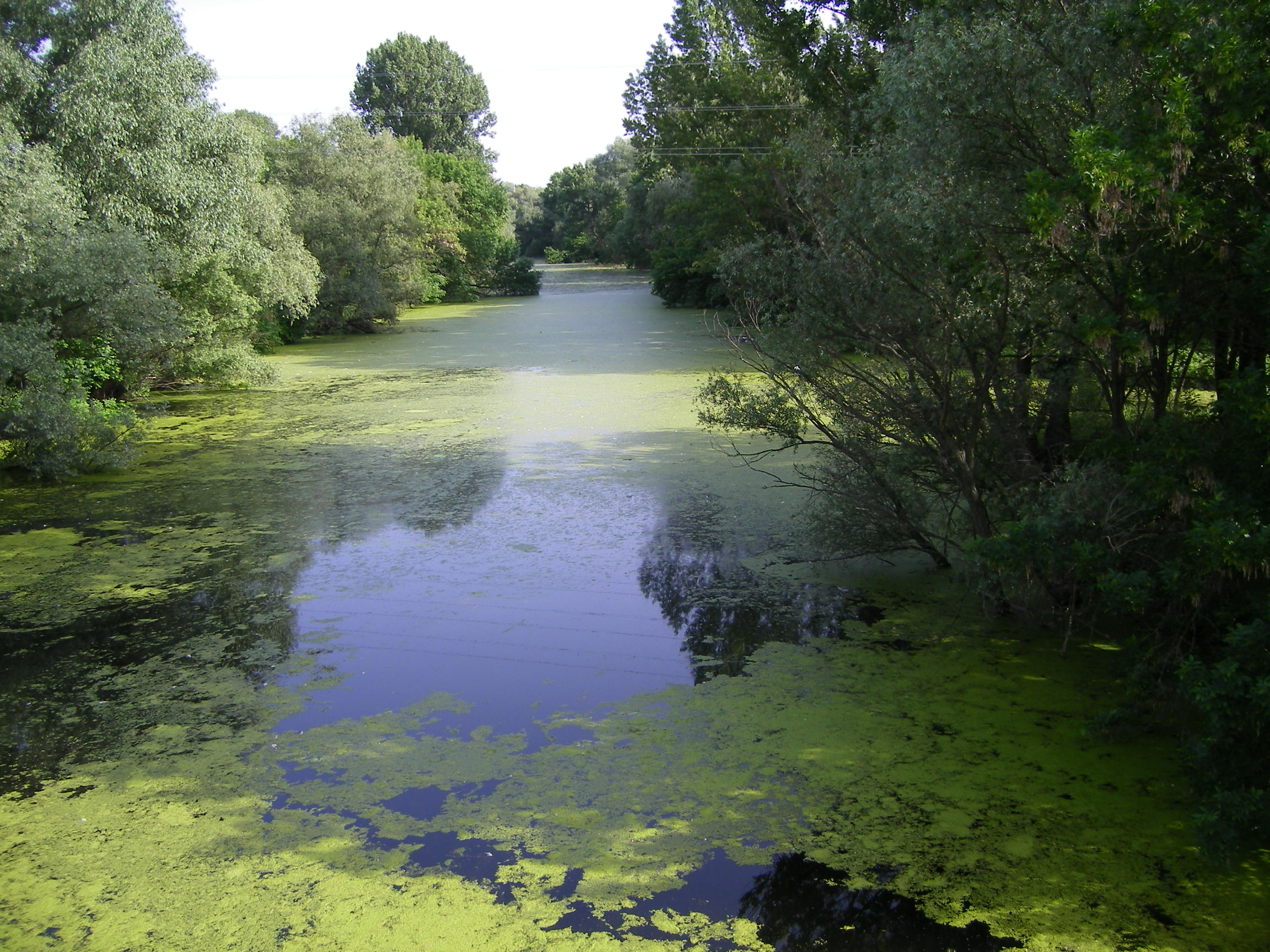
Az Öreg-Nyitra
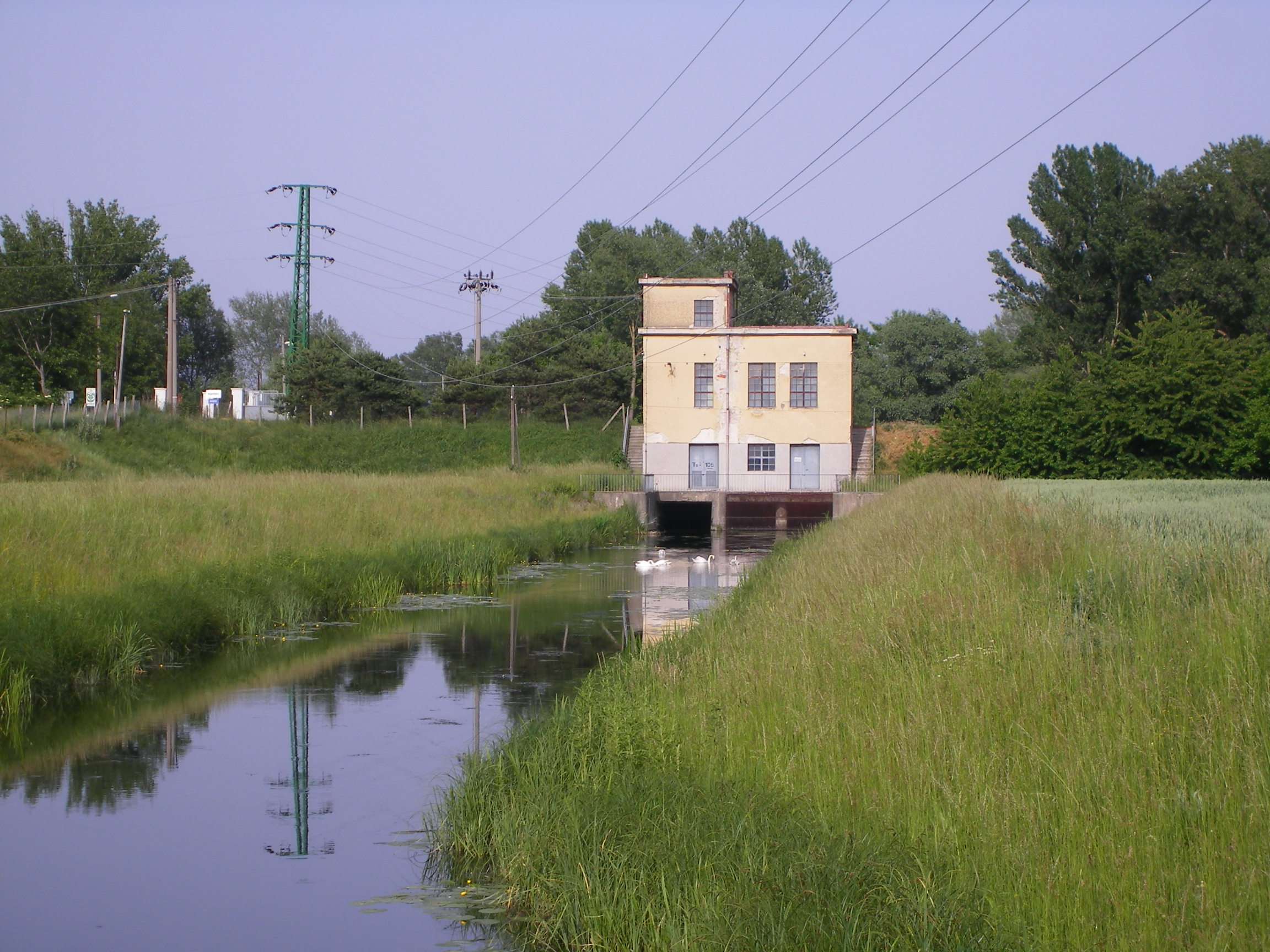
A Martosi-kanális a szivattyúteleppel

## Testvértelepülés
- Öskü, Veszprém vármegye

## Külső hivatkozások
- Martos honlapja
- A Feszty Árpád Művelődési Park honlapja
- Kocsis Aranka: Egy kisalföldi falu és a hatalom 1945-1948 között
- Kocsis Aranka: A martosi egyke - születésszabályozás egy kisalföldi faluban a 18-20. században
- E-obce.sk Archiválva 2008. szeptember 16-i dátummal a Wayback Machine-ben